# Roque Santa Cruz
Roque Luis Santa Cruz Cantero (Asunción, 16 de agosto de 1981) es un futbolista paraguayo que actualmente juega como delantero en el Club Libertad de la Primera División de Paraguay. Fue internacional absoluto con la selección de Paraguay hasta el 2016, de la cual fue su capitán y es su actual máximo goleador histórico, considerado como uno de los mejores jugadores históricos de su país.
Santa Cruz hizo su debut profesional a la edad de 15 años con el club Olimpia en 1997, posteriormente daría su salto al futbol europeo con el equipo de Bayern Múnich en 1999, consagrándose campeón de la Champions League en la temporada 2000/01 y entre otros títulos de liga y copa alemana. Tras 8 años con el equipo alemán, sería fichado por el Blackburn Rovers en la liga inglesa para el año 2007 donde sería uno de los máximos goleadores de esa temporada, llamando la atención de grandes clubes, siendo fichado por el Manchester City en 2009. Estando en contrato con el equipo inglés, Santa Cruz sería cedido en 3 ocasiones, de vuelta al Blackburn Rovers en 2011, al Real Betis ese mismo año y al Málaga en 2012, equipo que lo terminaría comprando y sería su último equipo en territorios europeos, siendo fichado por el Cruz Azul en 2015 y haciendo su regreso a su club donde iniciaría su carrera como futbolista, el club Olimpia en 2016, extendiendo su estadística goleadora, convirtiéndose actualmente en el 2.º máximo goleador histórico del club.
Ha vestido la camiseta albirroja en 4 ediciones de copa América (1999, 2007, 2011 donde fue subcampeón de la Copa y 2015) y en 3 ediciones mundialistas (2002, 2006 y 2010). Anunció su retiro del fútbol internacional en 2016 luego de 112 partidos disputados con su selección.

## Primeros años
Santa Cruz fue criado en Luque, donde desde niño junto con sus hermanos, amigos de colegio y conocidos jugaban al futbol. Realizó sus estudios de escuela básica en Virgen de Rosario de Pompeya, Carlota Palmerola y pasó a mudarse hacia Asunción una vez su hermano mayor se cambió al colegio Monseñor Lasagna.
A los 10 años formaría parte de la academia de jóvenes del Olimpia y llegaría a las inferiores del club. Debido a la complejidad con los horarios tuvo que cambiarse al Colegio Nacional de la Capital y posteriormente al Verbo Divino.

## Trayectoria

### Club Olimpia (Debut profesional)
Luego de su paso por la Escuela de Fútbol del Club Cerro Porteño llamado Cicloncitos al igual que sus hermanos Diego y Julio, se unió a la cantera del Club Olimpia de Asunción a la edad de 13 años, donde se convirtió en goleador durante varias temporadas. El entrenador del primer equipo del club, Luis Cubilla, le estaba haciendo seguimiento de su rendimiento y actuaciones junto con el entrenador directo de Roque, Silverio Troche, e invitó a Santa Cruz a entrenar con el primer equipo a los 15 años de edad, y el jugador finalmente hizo su aparición en la Primera División el 27 de julio de 1997 durante el torneo clausura, en el clásico nacional frente a Cerro Porteño entrando en el minuto 80 por Alfredo Mendoza, partido que quedaría en empate 2-2 con victoria del Olimpia en tanda de penales 4-2.

#### Temporada 1998
Roque pasaría de estar entrenando con el primer equipo y disputar partidos en las inferiores y sub-22 del club a dar el salto a la regularidad casi un año después de su debut profesional durante la fase de grupos de la Copa Mercosur y el torneo clausura del futbol paraguayo. 
Santa Cruz hizo su debut en la competición en el partido contra Peñarol el 20 de agosto de 1998, partido que perdieron 4 a 2. Anotó su primer gol de la competición en el minuto 11 en la derrota de Olimpia 2-4 de local contra Racing Club de Avellaneda el 14 de octubre de 1998. El club terminó en la segunda posición de su grupo con 10 puntos, y avanzó a los cuartos de final donde se enfrentaron a Vélez Sarsfield de José Luis Chilavert. Durante el partido de ida de cuartos de final el 27 de octubre, Santa Cruz anotó a los 65 minutos de la victoria 4-3 de Olimpia. Una semana más tarde, Santa Cruz anotó su primer doblete para Olimpia consiguiendo la victoria 2-1 en casa en el partido de vuelta en 4 de noviembre de 1998. Sus goles llegaron en los minutos 24 y 40 del primer tiempo. Sus tres goles fueron anotados en contra de quien pasaría a ser su compañero de equipo de selección, José Chilavert. El club fue eliminado más tarde de la competencia en la fase semifinal por el Palmeiras, equipo que luego ganaría el torneo.
Durante la temporada de 1998 de la Primera División Paraguaya, Santa Cruz anotó 3 goles (contra 12 de Octubre en la victoria 3 a 1, contra Colegiales en la goleada 5 a 0 y contra Cerro Porteño en la victoria 4 a 1, su primer gol de cabeza) y una asistencia (contra Libertad en la victoria 3 a 1) en 9 partidos que disputó en el clausura y coronándose campeón de la liga. El club también había llegado a las etapas de eliminación directa de la Copa Libertadores, donde fueron eliminados por Colón de Santa Fe, de Argentina.

#### Temporada 1999
Santa Cruz participó en la Copa Libertadores de ese año, donde el Club Olimpia, se enfrentaba en el Grupo 3 con Cerro Porteño, el eventual campeón Palmeiras y el Corinthians. En el partido de primera fase de grupos, Olimpia contra Cerro Porteño el 24 de febrero, Santa Cruz anotó en la segunda mitad a los 58 minutos y al 89 pero su equipo fue derrotado por 4-3. El 5 de marzo, Santa Cruz jugó un total de 90 minutos, una victoria en casa por 4-2 ante el Palmeiras. Santa Cruz contó de nuevo para Olimpia en su tecer partido, un 1-1 ante el Palmeiras el 12 de marzo. En el cuarto partido de fase de grupos, Santa Cruz ofrece en todo el partido y su equipo empató 2-2 en casa contra Cerro Porteño el 17 de marzo. El 26 de marzo, Santa Cruz jugó un total de 90 minutos en la derrota del Olimpia de 2-1 en casa contra el Corinthians en su quinta fecha de fase de grupos de la Copa Libertadores.
Santa Cruz había marcado dos goles en cinco partidos de la Copa Libertadores y no participaría en la última fecha de etapa de grupos de su club, una derrota 4-0 contra el Corinthians el 9 de abril, debido a su participación en la sub-20 de Paraguay en el Campeonato Mundial Juvenil de la FIFA 1999, que se disputó al mismo tiempo. 
Santa Cruz tuvo una brillante actuación en el torneo apertura de la liga paraguaya, jugando la mayoría de los partidos destacándose con 4 goles y 6 asistencias. Marcaría un doblete en la goleada 5 a 1 contra el club 12 de Octubre, partido donde sería el Jugador del partido y en el que estaba presente una delegación de Bayern Múnich compuesta por Franz Beckenbauer, Karl-Heinz Rummenigge, Uli Hoeneß, Søren Lerby and Giovanni Branchinni viendo el desempeño del joven paraguayo. Jugó en su último Superclásico contra Cerro Porteño en la victoria por 1-0 en casa durante el Apertura el 30 de mayo. Santa Cruz también jugó en su último partido de competición para Olimpia, una victoria 1-0 contra Colegiales, el 6 de junio despidiéndose de la afición con el título de la liga, siendo confirmado el fichaje por el equipo alemán Bayern Múnich.
Ojeadores del equipo alemán venían de verle sus actuaciones también en el mundial sub-20, el delantero fue galardonado como el futbolista paraguayo de la concesión del año en 1999, y el presidente de Olimpia, Osvaldo Domínguez Dibb, había valorado a Santa Cruz alrededor de US$ 20 millones, sin embargo, Santa Cruz fue finalmente vendido al Bayern Múnich por US$ 9 millones. Más tarde se reveló que tenía la oportunidad de unirse al Real Madrid antes de que finalmente firmara con el Bayern Múnich en 1999.

### Bayern Múnich

#### Temporada 1999-00
Santa Cruz debutó en el Bayern Múnich en la temporada 1999-00 de la Bundesliga en la derrota 2-0 ante el Bayer Leverkusen, el 22 de agosto. Seis días después anotó su primer gol en el minuto 40 de la victoria por 1-0 contra SpVgg Unterhaching el 28 de agosto. Hizo su primera aparición en la Champions League, el 15 de septiembre en una victoria 2-1 sobre el PSV Eindhoven. Su primer gol en la Champions llegó en su quinta aparición en la competición en el que Bayern Múnich perdía 2-1 ante el PSV Eindhoven, fue sustituido en el campo en el minuto 26 por Paulo Sérgio y anotó con un disparo de derecha a los 51 minutos.
Terminó la temporada con 5 goles en 28 partidos de liga y 1 asistencia, el cual se coronaron campeones de la temporada 1999-00 de la Bundesliga, también había hecho apariciones consecutivas en la Liga de Campeones hasta las etapas semifinales donde el Bayern Múnich fue eliminado por el Real Madrid. Durante la copa alemana, Santa cruz estuvo presente desde la tercera ronda, anotando 1 gol en cuartos de final contra el Mainz, y el doblete en semifinales contra el Hansa Rostock que daría el pase a la final. El 6 de mayo de 2000, fue sustituido en el campo en el minuto 73 por Carsten Jancker durante la final de la Copa de Alemania, el Bayern Múnich venció al Werder Bremen por 3-0 con 1 asistencia de Roque en la final.

#### Temporada 2000-01
Antes del comienzo de la temporada 2000-01 de la Bundesliga, marcó en la victoria en semifinales por 4-1 ante el Kaiserslautern en la DFB-Ligapokal el 30 de julio de 2000. Durante la final, fue sustituido del campo por Carsten Jancker después de sólo 46 minutos, ya que el Bayern Múnich venció 5-1 a Hertha Berlín el 1 de agosto.
Santa Cruz anotó su primer gol de la temporada, ocho minutos después de haber sido sustituido por Alexander Zickler en el minuto 11, en una victoria 3-0 fuera de Bochum el 19 de agosto. El 19 de septiembre, en su primera aparición de la Champions League 2000-01, entró al campo después de 46 minutos y luego sustituido después de 73 minutos. Cuatro días más tarde, marcó el gol de la victoria como visitante 2-1 al FC Köln el 23 de septiembre. Después de sufrir una lesión, regresó a la acción el 17 de diciembre para anotar el primer gol del juego después de 15 minutos en una victoria 3-1 a Hertha Berlín, jugó 89 minutos del partido antes de ser sustituido. A continuación, se perdió los siguientes nueve juegos, donde en su vuelta marcó el primer gol del Bayern Múnich después de seis minutos del partido en el empate 1-1 ante el Borussia Dortmund el 7 de abril. Se perdió una gran cantidad de la Liga de Campeones, hizo su regreso a los 65 minutos en el partido de vuelta de cuartos de final, victoria por 2-1 ante el Manchester United el 18 de abril.
Debido a las lesiones se redujo a sólo 19 partidos de liga para la temporada, después de haber marcado cinco goles, se reivindicó tanto la Bundesliga y el título de la UEFA Champions League con el Bayern, donde fue un sustituto durante la final el 23 de mayo.

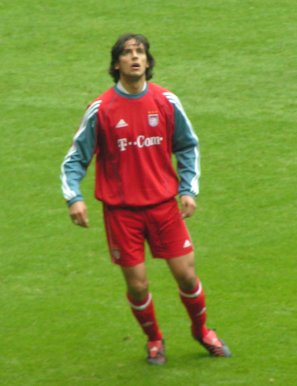
Santa Cruz en el Bayern Múnich.

#### Temporada 2001-02
Habiendo sido pasado por alto por el Bayern por el delantero Giovane Elber, el fichaje del delantero Claudio Pizarro para la temporada 2001-02 de la Bundesliga también limitaría sus apariciones, con regularidad sería sustituido para reemplazar a Pizarro o Élber.
El 8 de septiembre, marcó su primer gol de la temporada 2001-02 en la quinto fecha, el segundo gol en la victoria por 2-0 al Borussia Dortmund. Jugó 79 minutos del partido antes de ser sustituido. El 23 de octubre, marcó un doblete en la victoria por 3-1 ante el Feyenoord durante la etapa de grupos de la Champions con el Bayern terminando en la cima del Grupo H. Él estaría en el once inicial de los dos partidos siguientes, en los que el segundo partido lo vio reemplazado después de 42 minutos de la primera mitad del año debido a una lesión. El 27 de noviembre derrotaron a Boca Juniors por 1-0 en la Copa Intercontinental de 2001, sin embargo, no fue incluido en el equipo. Volvió al primer equipo en la derrota 5-1 ante el Schalke 04 el 26 de enero, donde jugó un total de 90 minutos. Durante la segunda fase de la fase de grupos de la Champions, cabeceó un gol a los 81 minutos de un cruce de Bixente Lizarazu en una victoria por 1-0 ante el Boavista el 26 de febrero. El Bayern Múnich fue eliminado en los cuartos de final ante el Real Madrid con Santa Cruz haciendo diez apariciones en la competición.

#### Temporada 2002-03
Santa Cruz hizo su primera aparición de la temporada 2002-03 en la novena ronda en una victoria 1-0 contra el Hansa Rostock, entró en el campo a los 76 minutos. El delantero anotó su primer tanto en la Champions League de ese año en la derrota 2-1 el 29 de octubre, cuando entró en el campo en el minuto 46 y anotó a los 77 minutos. El Bayern Múnich, sin embargo, quedó eliminado en el grupo con solo dos puntos. Su primer gol de la temporada 2002-03 de la liga llegó en la victoria 2-1 ante el Borussia Dortmund el 9 de noviembre. Una semana más tarde, marcó el único gol en la victoria 1-0 ante el Wolfsburgo el 16 de noviembre. En el siguiente partido, marcó para el Bayern Múnich el segundo gol en la victoria 2-0 ante el Kaiserslautern el 23 de noviembre. Esta fue la primera vez que había marcado un gol en tres juegos consecutivos con el Bayern Múnich. Dos semanas más tarde, marcó un doblete en la victoria por 3-0 al VfB Stuttgart el 7 de diciembre.
Debido a la lesión del paraguayo se redujo a sólo 14 partidos de liga para la temporada 2002-03 con el Bayern Múnich terminando en la parte superior de la tabla de la Bundesliga 2002-03 con 75 puntos. Bayern Múnich derrotó al Kaiserslautern 3-1 para reclamar el DFB-Pokal el 31 de mayo, Santa Cruz no fue incluido en el equipo.

#### Temporada 2003-04
Con Giovane Élber trasladado a Lyon, el Bayern Múnich firmó al delantero holandés Roy Makaay, el cual ofrecería una mayor competencia entre Santa Cruz y Claudio Pizarro para la temporada 2003-04 de la Bundesliga.
Hizo su primera aparición de la temporada 2003-04 en la quinta fecha en una derrota por 3-2 ante el Wolfsburgo el 13 de septiembre de 2003. Una semana más tarde, marcó su primer gol de la temporada en el empate 3-3 ante el Bayer Leverkusen el 20 de septiembre de 2003. Santa Cruz anotó su primer gol en la Champions League 2003-04 en el empate 1-1 contra el Anderlecht, el 30 de septiembre. Bayern Múnich llegó a las rondas finales donde fueron eliminados ante el Real Madrid.
Hizo 29 apariciones de liga, después de haber superado la cantidad de apariciones que hizo durante su primera temporada antes de enfrentarse a una lesión. Bayern Múnich, finalmente, terminó en segundo lugar de la tabla de la Bundesliga con 68 puntos, seis puntos por debajo del Werder Bremen.

#### Temporada 2004-05
Antes del comienzo de la temporada 2004-05, Santa Cruz jugó un total de 90 minutos en la victoria 3-2 de la final de la DFB-Ligapokal, Bayern Múnich ante el Werder Bremen el 2 de agosto.
Su primera aparición de la temporada se produjo en la fecha 1 en una victoria 2-0 fuera de casa ante el Hamburgo, fue sustituido a los 60 minutos. Él apareció en los dos partidos siguientes, sin embargo, debido a una lesión hizo su cuarta y última aparición de la liga en la fecha 34 en una victoria de 3-1 contra el VfB Stuttgart el 21 de mayo de 2005, cuando fue sustituido en el campo de en el minuto 77. Él no participó en la UEFA 2004-05 Champions League, donde el Bayern Múnich fue eliminado por el Chelsea durante las etapas de cuartos de final.
Se coronaron campeones de la temporada 2004-05 de la Bundesliga con 77 puntos. Bayern Múnich ganó la DFB-Pokal en la victoria por 2-1 ante el Schalke 04 el 28 de mayo de 2005, el cual no participó en el partido en el que durante su ausencia había sido sustituido por el delantero Paolo Guerrero. A su regreso de una lesión, jugó un total de 90 minutos en la derrota de 2-1 de la DFL-2005 Ligapokal en semifinales contra el Stuttgart el 26 de julio.

#### Temporada 2005-06
Santa Cruz comenzó en la victoria por 3-0 en casa del Bayern Múnich contra el Borussia Mönchengladbach en la jornada de puertas abiertas de la temporada 2005-06 el 5 de agosto. Su primera aparición en la UEFA Champions League 2005-06 fue en la victoria por 1-0 ante el Brujas el 27 de septiembre, donde fue sustituido a los 72 minutos. Haría una aparición más en la competición, pero el Bayern Múnich fue eliminado por el Milán en la ronda de 16. Marcó su primer gol de la temporada en la fecha 8 en la victoria por 2-0 ante el Wolfsburgo el 1 de octubre. En el siguiente partido, anotó en el minuto 19 en el Bayern Múnich 1-1 contra el Schalke 04 el 15 de octubre. En la victoria 4-0 del Bayern Múnich contra el Duisburgo, una semana después, el 22 de octubre, anotó el tercer gol de su equipo en el minuto 59.
Se lesiona, lo cual reduce a sólo 13 partidos en la Bundesliga para la temporada. Durante este período de recuperación, pasó algún tiempo con el Bayern Múnich II en la Liga Regional Süd. Volvió al primer equipo en la fecha 29 en una derrota 3-0 ante el Werder Bremen el 8 de abril, donde fue sustituido a los 80 minutos. El Bayern Múnich ganó el 2005-06 DFB -Pokal cuando derrotaron a Eintracht Frankfurt por 1-0 en el Estadio Olímpico el 29 de abril, sin embargo Santa Cruz no participó en el partido. Él anotó su cuarto y último gol de la temporada en la victoria por 3-1 en casa contra el Stuttgart el 3 de mayo. Durante la DFL-Ligapokal, llegan a la semifinal, 0-0 contra Schalke 04 el 2 de agosto, donde se le substituye a los 77 minutos. Bayern Múnich, finalmente, ganó el partido 4-1 en una tanda de penaltis al convertir el tercer penalti de su equipo. Tres días más tarde, jugó un total de 90 minutos de la final, donde el Bayern Múnich perdió 2-0 ante el Werder Bremen el 5 de agosto de 2006.
El Bayern Múnich reivindica la Bundesliga 2005-06 y se clasificó para la Liga de Campeones 2006-07.

#### Temporada 2006-07
Santa Cruz hizo su primera aparición en la Champions League en la victoria por 4-0 en casa contra el Spartak de Moscú el 12 de septiembre, marcó el segundo gol del Bayern Múnich con un disparo de derecha a los 52 minutos. Anotó su primer gol de la temporada en una victoria 3-0 contra el Energie Cottbus, el 12 de mayo.
Terminó la temporada 2006-07 de la Bundesliga con dos goles en 26 partidos de liga, con el Bayern Múnich terminando en la cuarta posición con 60 puntos. Bayern Múnich también había sido eliminado en la tercera ronda de la DFB-Pokal.
Después de ocho años con el Bayern Múnich, declaró el director del Bayern de fútbol, Uli Hoeness, que necesitaba un cambio de escenario y optó por un traspaso al Real Betis, también recibió ofertas para ir a Italia e Inglaterra. Bayern pidió a un precio asequible para él, pero en el momento era demasiado alto para el Real Betis y finalmente firmó por el Blackburn Rovers en julio de 2007.

### Blackburn Rovers

#### Temporada 2007-08

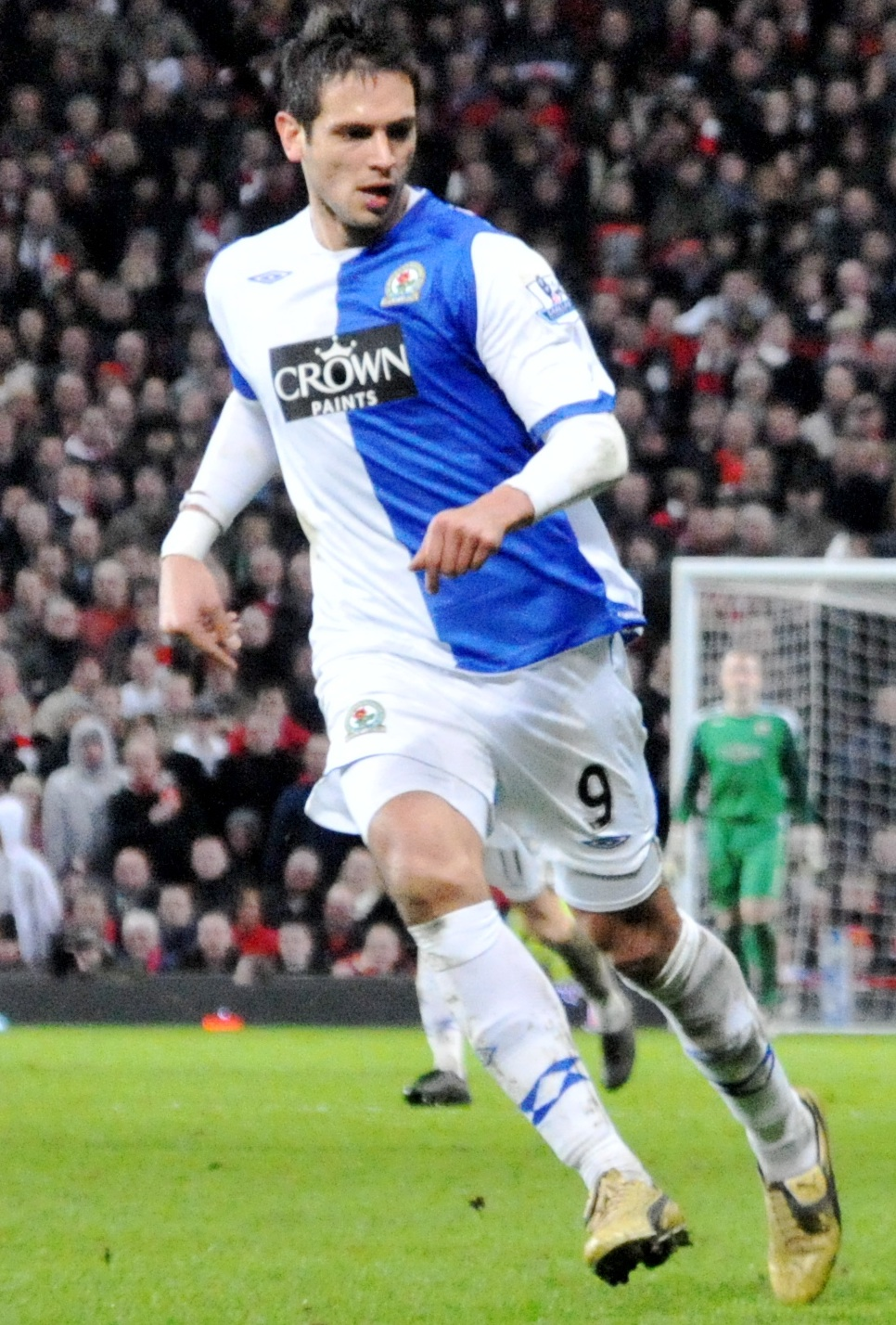
Santa Cruz con la camiseta del Blackburn Rovers.

Santa Cruz llegó a un acuerdo de cuatro años con el Blackburn Rovers el 28 de julio de 2007. Blackburn aceptó pagar a Bayern Múnich, £ 3,5 millones por el jugador, que fue llevado al club por el técnico Mark Hughes, en la que se presentó con la camiseta número nueve .
El delantero hizo su debut en la Premier League 2007-08 en la primera jornada de la temporada en una victoria en casa 2-1 ante el Middlesbrough el 11 de agosto, cuando entró en el campo por el lesionado Benni McCarthy en el minuto 60 y después de sólo tres toques de la pelota anotó el gol del empate en el minuto 63. Dos semanas más tarde, anotó para Blackburn después de 16 minutos en el empate 1-1 ante el Everton en 25 de agosto.
Celebró su cumpleaños número 26 y su primer partido completo anotando en una victoria por 1-0 en la ida contra MYPA en las rondas de clasificación de la UEFA Europe League el 16 de agosto. Obtuvo su primer hat-trick para Blackburn en la derrota 5-3 ante el Wigan Athletic el 15 de diciembre, Blackburn había estado perdiendo 3-0 antes de que él igualara las cosas. Esta tripleta significaba que se convirtió en el primer jugador en más de diez años en el fútbol Inglés en anotar un triplete para el lado de los perdedores, desde la tripleta de Dwight Yorke, el 30 de septiembre de 1996 Aston Villa en su distancia 4-3 pérdida para Newcastle United.
Durante la Copa de la Liga, marcó un doblete en una derrota por 3-2 ante el Arsenal. Dos semanas más tarde, marcó un doblete en el empate 2-2 contra el Manchester City el 27 de diciembre. El 12 de enero de 2008, fue nombrado «jugador del mes» de la Premier League para diciembre de 2007. El paraguayo marcó un gol en el minuto 90 para el Blackburn en su derrota por 3-1 ante el Liverpool el 13 de abril. Una semana más tarde, anotó en el empate 1-1 ante el Manchester United el 19 de abril. En el siguiente partido, continuó marcando en la victoria por 1-0 ante el Portsmouth y luego dos goles en la victoria 3-1 contra el Derby County, cinco goles en cuatro partidos consecutivos.
Santa Cruz terminó la temporada con 19 goles en 37 partidos de liga, terminando como el cuarto máximo goleador de la liga detrás de Cristiano Ronaldo (31 goles), Fernando Torres (24 goles ) y Emmanuel Adebayor (24 goles), Blackburn término séptimo lugar en la tabla de la Premier League 2007-08 con 58 puntos. También fue votado como jugador de la temporada de Blackburn.

#### Temporada 2008-09
Después de una exitosa campaña, hubo mucha especulación sobre la transferencia de Santa Cruz en el inicio de la Premier League 2008-09. Sin embargo, firmó un contrato de cuatro años con el Blackburn en agosto para poner fin a la especulación. Antes del comienzo de la temporada 2008-09, Blackburn firmó al hermano menor de Roque, Julio, que había llegado de Cerro Porteño.
Marcó su primer gol de la temporada 2008-09 en la ronda 1 en la victoria por 3-2 contra el Everton el 16 de agosto. Su segundo gol de la temporada fue el 27 de septiembre en una victoria en casa por 2-1 contra el Newcastle United. Durante la cuarta ronda de la Copa de la Liga, marcó en Blackburn 2-1 ante el Sunderland el 12 de noviembre, cuando entró en el campo en el minuto 62 y anotó a los 65 minutos.
Durante un partido como visitante contra Portsmouth en diciembre, la puerta principal de Santa Cruz fue forzada y su casa fue allanada por tres matones que tenían a su esposa, Giselle, a punta de cuchillo a la garganta. Los niños fueron obligados a una habitación de la planta baja, mientras que los ladrones registraron la casa de arriba con su esposa mientras ella se vio obligado a entregar miles de libras en joyas. La casa de Santa Cruz estaba a menos de una milla del extremo de la mansión de Jermaine Pennant del Liverpool, que fue atacada por Ram-raiders el día anterior.
El 6 de diciembre, marcó en la derrota 3-1 contra el Liverpool. Se convirtió en un objetivo para el Manchester City después de su recepción por parte del multimillonario Abu Dhabi United Group. En enero de 2009, tenían ofertas de £ 12 millones y 16 millones de £ rechazadas por Blackburn, con el club indicando que tomaría 25 millones de £ para que puedan incluso considerar la venta de su delantero estrella. El 2 de febrero de 2009, la ciudad no cumplió con los 25 millones de £ precio de venta reportado. Durante la quinta ronda de la FA Cup 2008-09, marcó en los 90 segundos para dar Blackburn la ventaja en su empate 2-2 contra el Coventry City el 14 de febrero.
Él anotó su cuarto y último tanto de la temporada en la derrota por 2-1 ante el Manchester United el 21 de febrero. El 20 de abril, hubo rumores de que estaba planeando dejar el equipo después de la temporada 2008-09, a menos de 12 meses después de haber firmado con el club, aunque negó estos rumores, diciendo que estaban «perdidos en la traducción».
Blackburn terminó la temporada en el puesto 15 de la tabla de la Premier League con 41 puntos con Santa Cruz anotando solo 4 goles en 20 partidos de liga.

### Manchester City

#### Temporada 2009-10
El 21 de junio de 2009, se informó de que Santa Cruz fue sometido a un examen médico en el Manchester City, equipo que pagó 30 millones de dólares por su fichaje, más un contrato de cuatro años. El fichaje por el Manchester City reunió Santa Cruz con su antiguo técnico Mark Hughes.
Debutó con el Manchester City en la temporada con una victoria en casa por 3-1 contra el West Ham United el 28 de septiembre, donde entró en el campo a los 81 minutos. Durante un partido de Copa, marcó su primer gol con el Manchester City en la victoria por 5-1 contra el Scunthorpe United el 28 de octubre. Anotó sus primeros goles de liga con el Manchester City, un doblete en la victoria por 4-3 en casa ante el Sunderland el 19 de diciembre, un juego que resultó ser el último de Mark Hughes en el club. Sin embargo, sus apariciones eran limitadas cuando Roberto Mancini asumió como Técnico, debido a una serie de lesiones, junto con la falta de forma. el 16 de enero de 2010, durante un partido de Liga frente al Everton que apenas llevaba cinco minutos de iniciado, Roque sufrió una nueva lesión que lo obligó a permanecer fuera de la actividad oficial por cerca de un mes, retornando el 13 de febrero ante el Stoke City por la FA Cup, juego que representó su tercero en el año. Sus continuas como diversas dolencias, que le impidieron mantenerse en ritmo de competencia a lo largo de los últimos meses, generaron cierta preocupación en sus seguidores, en especial los de la Selección de su país que en poco tiempo más participará de la Copa del Mundo. De hecho a causa de dichos problemas físicos se perdió gran parte de las eliminatorias jugando tan sólo cinco de los dieciocho encuentros con tres goles anotados. Él anotó su tercer y último gol en la liga para la temporada en la victoria por 2-1 ante el Fulham el 21 de marzo.
Santa Cruz había hecho sólo 19 partidos de liga con el Manchester City terminó la temporada en quinta posición, en la que clasificaban para la UEFA Europa League 2010-11.

#### Temporada 2010-11
Roberto Mancini siguió dejando fuera a Santa Cruz durante la temporada 2010-11, y dejó en claro que quería irse. Mark Hughes, que para entonces era técnico del Fulham, había insistido en la firma de él, pero no se estableció una transferencia.
Entre septiembre de 2010 de enero de 2011, había hecho una sola aparición en la Liga, entró en el empate 0-0 contra Birmingham City el 13 de noviembre, donde entró a los 66 minutos. También hizo una aparición en la Copa de la Liga en una derrota 2-1 a West Bromwich Albion el 22 de septiembre. En diciembre, recibió una oferta de préstamo de la Serie A al equipo de la Lazio por el resto de la temporada, sin embargo, fue rechazada.

#### Préstamo a Blackburn
El 14 de enero de 2011, regresó a Blackburn Rovers en préstamo por el resto de la temporada 2010-11. Después de que Santa Cruz pasara el reconocimiento médico, dijo; «Cuando Blackburn mostró un interés en mí, fue muy fácil decidir», para la BBC Radio Lancashire. Su primer juego para Blackburn fue en una derrota de visitante 2-0 contra el Chelsea en Stamford Bridge el 15 de enero, donde ingresó a la cancha a los 46 minutos. Hizo una aparición para Blackburn en la derrota 3-1 contra el Aston Villa el 29 de enero en la FA cup. Hizo nueve partidos con el Blackburn, terminaron en la decimoquinta posición de la tabla de la Premier League.

#### Temporada 2011-12

##### Préstamo al Real Betis
En agosto de 2011, después de haber sido vinculado con movimientos a Leeds United, Sunderland y celta, Santa Cruz fue cedido al Real Betis para la temporada 2011-12 de la Liga española después de completar un examen médico el 27 de agosto.
Debutó en el Real Betis en la victoria por 1-0 ante el Mallorca el 10 de septiembre de 2011, donde entró al campo en el minuto 75. Anotó sus primeros goles para el Betis, en una victoria por 4-3 ante el Real Zaragoza el 22 de septiembre. Hizo su debut en la Copa del Rey en la derrota por 1-0 contra el Córdoba el 13 de diciembre. Su tercer gol en la liga llegó en una victoria 2-0 contra el Atlético de Madrid, donde entró en el campo en el minuto 72 y anotó el segundo gol de su equipo en el minuto 90 el 18 de diciembre.
En diciembre, Cruzeiro había hecho una oferta por Santa Cruz y también habían ofrecido a Manchester City su alta calificación joven de 17 años de edad, Leo Bonatini, como parte del acuerdo. Admitió que era consciente del interés de Cruzeiro, pero indicó que el desafío de consolidar la posición de su club en la Liga era más importante que la de pasar a nuevos pastos.
Él anotó su primer gol de 2012 en una victoria en casa por 2-0 ante el Sporting de Gijón el 8 de enero. Una semana más tarde, entró a los 46 minutos en el Camp Nou en la derrota 4-2 ante el Barcelona el 15 de enero, en el que anotó a los 52 minutos con un disparo de derecha para empatar el marcador en 2-2. Después de no haber anotado durante más de dos meses, anotó su sexto gol en la liga con un empate 1-1 en casa ante el Racing de Santander el 25 de marzo. Varios días más tarde, informó de que había expresado su deseo de permanecer en el real Betis para la próxima temporada, citando su amor a la afición y al club. El 7 de abril, anotó su séptimo gol en la liga en una victoria en casa por 3-1 ante el Villarreal.
Después de hacer siete goles en 33 apariciones de la liga, anunció su deseo de permanecer con el Real Betis.
Especulación de traspaso
El 17 de junio de 2012, se informó que el gerente de Queens Park Rangers, Mark Hughes, estaba interesado en el fichaje de Santa Cruz para la temporada 2012-13.
El 6 de julio de 2012, se informó de que estaba a punto de firmar con el Real Betis en una oferta permanente, pero había problemas debido a sus demandas salariales elevadas.
El 13 de julio de 2012, se informó que el club argentino Newell Old Boys, habían expresado su interés en su fichaje después de que el club se hiciera con el ex seleccionador de Paraguay, Gerardo Martino como el gestor del primer equipo para la temporada 2012-13. Martino afirmó que el sería el número N.º 9 si fueran a ficharle. También se informó de que el club Colón de Santa Fe y el Olimpia de Asunción también lo estaban interesados.
El 20 de julio, se ha informado de que Santa Cruz fue nuevamente vinculado con un traspaso al QPR después de que dio a entender que podría unirse con el extécnico, Mark Hughes.
El 21 de julio, se informó de que había admitido que él preferiría unirse a un equipo en el noroeste de Inglaterra, mientras buscaba una salida de la ciudad de Mánchester.
El 31 de julio de 2012, se informó de que el Middlesbrough había fracasado en el intento de fichar a Santa Cruz, cuando se entendía que su trato ofrecido había sido rechazado con rapidez.
Santa Cruz había hecho apariciones sorpresa para Manchester City durante la gira y los amistosos de pretemporada del club. El 31 de julio de 2012, anotó a los 53 minutos en una derrota amistosa 2-1 contra Oldham Athletic. El 5 de agosto de 2012, jugó 73 minutos en la victoria 4-0 del amistoso del Manchester City sobre Limerick.
El 10 de agosto de 2012, se informó de que el Werder Bremen hizo una oferta por él. También se informó de que había estado por fin a punto de ponerse de acuerdo con el Werder Bremen con el fin de dejar el Manchester City, y que de acuerdo con el club, el gerente general del Werder Bremen, Klaus Allofs, había estado apuntando a un delantero con experiencia que puede hacer una diferencia en su equipo.

#### Temporada 2012-13

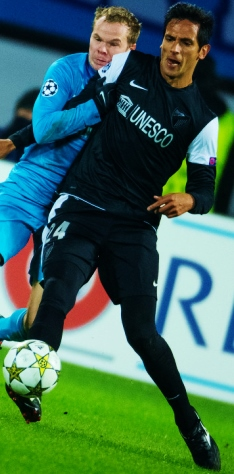
Santa Cruz de vuelta en la Champions League frente al Zenit.

##### Préstamo a Málaga
El 31 de agosto de 2012, Santa Cruz regresó a España, Andalucía, esta vez fichado por el Málaga en un préstamo durante toda la temporada. Santa Cruz se reunió con el centro de Argentina hacia atrás con su buen amigo Martín Demichelis, con quien había jugado en el Bayern Múnich.

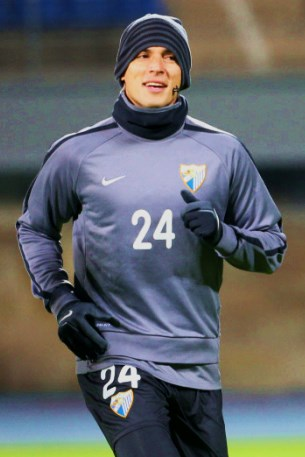
Santa Cruz en un entrenamiento con el Málaga CF, año 2012

Su primera aparición en la liga para la temporada 2012-13 se produjo en una victoria en casa por 3-1 ante el Levante el 16 de septiembre de 2012. El uso del número 24, Santa Cruz entró a la cancha a los 69 minutos por Javier Saviola. Dos días más tarde, Santa Cruz aparece como un sustituto del segundo tiempo en la victoria por 3-0 en casa del Málaga en la Champions ante el Zenit de San Petersburgo el 18 de septiembre. El encuentro fue su primer retorno a la Champions League después de varias temporadas, desde la edición de 2006-07 con el Bayern Múnich. El 7 de octubre de 2012, Santa Cruz anotó su primer gol en la liga en una derrota por 2-1 ante el Atlético de Madrid. El 31 de octubre, marcó un doblete en una victoria 4-3 fuera de casa contra el CP Cacereño en la primera aparición de la Copa del Rey de la temporada. Él anotó su primer doblete en liga en la victoria por 3-2 en casa ante el real Madrid el 22 de diciembre de 2012. Santa Cruz había entrado en el campo en el minuto 65 del partido y anotó los dos goles a los 73' y 76' minutos.
El 13 de marzo de 2013, Santa Cruz anotó el segundo gol del Málaga en su victoria 2-0 en casa en los octavos de la UEFA Champions League ante el Porto. Su gol dio a Málaga una puntuación global de 2-1 y envió el club directamente a cuartos de final de la competición, en la que Borussia Dortmund los eliminó.
Santa Cruz había ascendido a ocho goles en 31 partidos de Liga con Málaga en sexta posición y se clasificaron para la ronda de play-off de la UEFA Europa League 2013-14, sin embargo, el club fue prohibido por la UEFA de participar debido a violaciones de la regulación de juego limpio financiero.

### Málaga

#### Temporada 2013-14
El 11 de julio de 2013, se confirmó que Santa Cruz se quedaría con el Málaga en un contrato de permanencia de tres años. Él eligió la camiseta número 9 para la temporada 2013-14 de la Liga, tras la marcha de Javier Saviola. Santa Cruz afirmó que estaba feliz de estar en el club y el factor de la estabilidad de la familia entró en su decisión ya que fue capaz de dejar a sus hijos inscriptos en la misma escuela.
Santa Cruz hizo su primera aparición de la temporada en una derrota 1-0 de visitante ante el Valencia el 17 de agosto de 2013. Dos semanas más tarde, Santa Cruz anotó su primer gol en un empate 2-2 ante el Sevilla el 1 de septiembre de 2013.
Su primera aparición en la Copa del Rey fue en un empate 3-3 en casa contra el Osasuna, el 8 de diciembre de 2013. Santa Cruz anotó su último gol de la temporada 2013-14 de la Liga en la victoria por 2-0 en casa ante el Villarreal el 21 de abril de 2014. Anotó el primer gol del Málaga en el sexto minuto del partido. Santa Cruz concluyó la temporada con seis goles en la liga con Málaga salvándose del descenso a tan solo seis puntos.

#### Temporada 2014-15

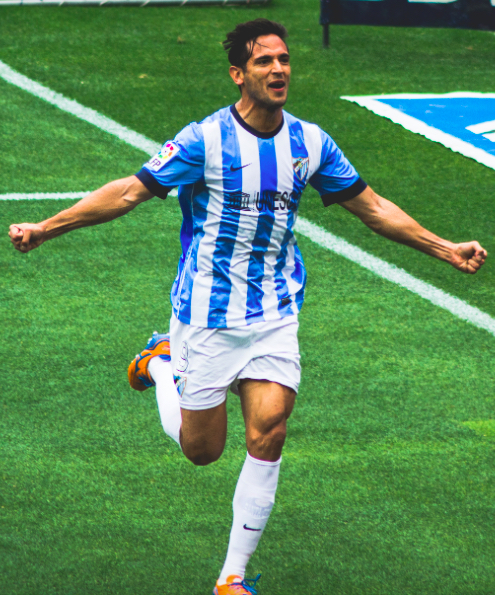
Santa Cruz con el Málaga CF. (2014)

Santa Cruz hizo su debut en la temporada en la victoria por 1-0 ante el Athletic Club el 23 de agosto, jugando en los 90 minutos. El 17 de septiembre de 2014, se anunció que Santa Cruz sería uno de los dos capitanes del equipo. El 4 de octubre, Santa Cruz anotó su primer gol de la temporada 2014-15 en la victoria por 2-1 en casa contra el Granada. Él anotó un doblete en la victoria por 4-1 contra el Deportivo La Coruña el 18 de diciembre de 2014 en la Copa del Rey. Santa Cruz jugó en su último partido de Málaga el 21 de diciembre de 2014, en la victoria por 2-1 contra el Elche. El jugador se encontraba en la alineación inicial y fue sustituido del campo en el minuto 51.
Al concluir el partido, el presidente del Málaga, Abdullah Bin Nasser Al Thani, utilizó su cuenta de Twitter para decir adiós al delantero paraguayo, diciendo «Muchas gracias a Roque Santa Cruz. Siempre estará en nuestros corazones. Te deseo toda clase de éxitos».

### Cruz Azul
El 20 de diciembre de 2014, se puso de manifiesto por el agente de Santa Cruz, Aproniano Santa Cruz (su padre), que el jugador se uniría a Cruz Azul para el Clausura 2015. Se confirmó que Santa Cruz viajaría a México el 22 de diciembre de 2014 después de jugar su partido de liga final para Málaga el día anterior, la firma en sí costaría alrededor de 2 millones de € y el agente de Santa Cruz aseguró que sería un contrato de dos años. A continuación, informó el diario paraguayo Última Hora que Santa Cruz sería el jugador mejor pagado en la Liga mexicana, con un sueldo de más de USD $ 200.000 por mes, y de 2 millones de € al año. Cruz Azul duplicó su salario anual anterior de 900.000 € al año. La transferencia se completó oficialmente el 29 de diciembre de 2014.
El 10 de enero de 2015, Santa Cruz debutó para Cruz Azul en la temporada 2014-15 de la Liga MX en una victoria por 1-0 contra Pachuca, siendo sustituido fuera del campo después de 82 minutos. Una semana después de su debut, Santa Cruz fue sustituido del campo después de sólo 14 minutos de la primera mitad en la victoria por 1-0 ante el Santos Laguna en 17 de enero con los informes de que había sufrido un dolor muscular en la cara externa del muslo. Más tarde se informó que Santa Cruz sería baja durante tres semanas. A su regreso, Santa Cruz anotó su primer gol para Cruz Azul en la victoria por 2-1 en casa contra Tijuana en marzo de 2015. Tres semanas más tarde, Santa Cruz anotó un doblete para Cruz Azul en la victoria por 2-0 ante Tigres. Anotó en el cuarto minuto del partido y luego anotó un penalti en el minuto 14. Antes de salir del Cruz Azul, su último gol fue en una victoria 1-0 como visitante contra Pumas UNAM a principios de mayo de 2015.

#### Préstamo al Málaga
El 26 de agosto de 2015, Santa Cruz volvió al Málaga, después de haber aceptado un acuerdo de préstamo por un año.
El 3 de diciembre de 2015, Santa Cruz anotó en la derrota por 2-1 contra el Mirandés en un partido de la Copa del Rey. El juego fue su segundo desde que regresó de la lesión y su primera aparición en el equipo.
El 12 de diciembre de 2015, Santa Cruz declaró que su intención era retirarse en Málaga.
Santa Cruz anotó su primer gol en la liga de la temporada en un 1-1 contra Las Palmas el 10 de enero de 2016. Fue su cuarta aparición en la Liga y la primera vez que estaría en el once inicial en un partido de liga.

### Regreso a Club Olimpia
Finalmente en junio de 2016 regresa a Olimpia luego de diecisiete años, tras rescindir su contrato con Cruz Azul. En su debut el 30 de julio de 2016 vs. Deportivo Capiatá asistió a Julián Benítez en hacer el tercer gol de Olimpia y a los 90 minutos Santa Cruz anotó el cuarto gol del partido.
En la temporada 2017 convierte en total 4 goles, 3 en el torneo local y 1 a Independiente del valle por la fase 2 de la Copa Libertadores de América
En el 2018, Roque registró 18 tantos anotados en el Apertura (4), Copa Libertadores (1), Clausura (9) y Copa Paraguay (4).
El 30 de mayo de 2018 Santa Cruz disputó su partido número 100 con la camiseta decana jugando contra Club Libertad. Olimpia venció por 2 a 1 y se consagró campeón del Torneo Apertura 2018.

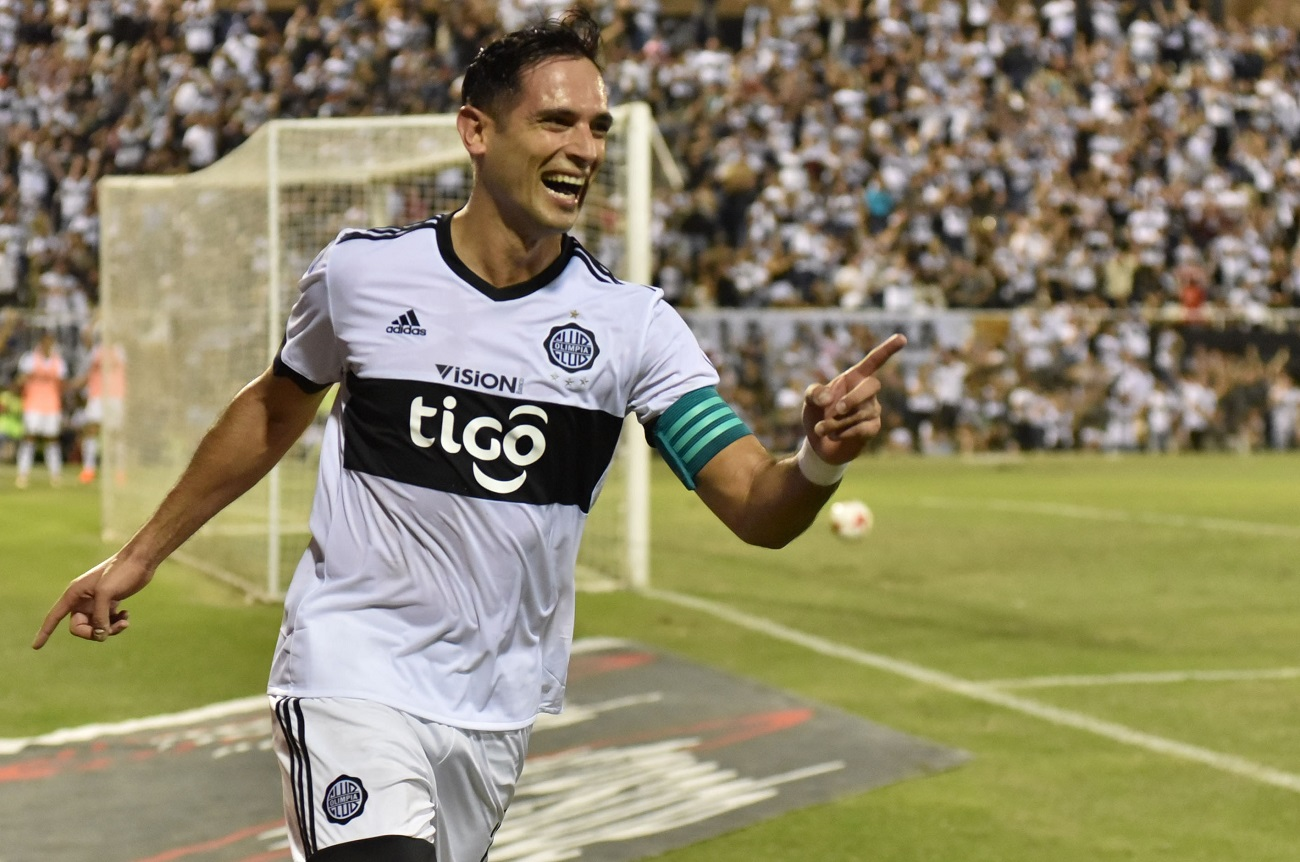
Santa Cruz con el Club Olimpia en el año 2018

En la temporada 2019, Santa Cruz anotó nada menos que 28 goles, contando sus 11 anotaciones en el torneo Apertura, sus 2 tantos en la Copa Libertadores y sus 15 gritos en el torneo Clausura. Coronándose así tetracampeón en el Olimpia siendo Goleador del Clausura y Goleador del año.
En el año 2020 anotó un total de 17 goles para así convertirse en el máximo goleador de la temporada junto con Sebastián Ferreira del Club Libertad. Asimismo, el 7 de febrero de 2021 ambos recibieron el premio Goleadores del 2020 por parte de la APF.

### Club Libertad
En el año 2022 ficha por el Club Libertad, club con el cual se consagra campeón del torneo apertura 2022.
El 7 de mayo de 2024 a la edad de 42 años y 265 días, Roque marcaría un tanto para rescatar un empate frente al Deportivo Táchira en la Copa Libertadores, convirtiéndose hasta los momentos en el 2.º jugador más veterano en marcar en un partido de Copa Libertadores, sólo por detrás de Zé Roberto (que le marcó a Atlético Tucumán con 42 años y 322 días).

## Selección nacional

### Sub-20

#### Sudamericano 1999
En 1999, Santa Cruz representó a la sub-20 de Paraguay antes de recibir una llamada a la selección de fútbol, fue convocado en el plantel de 20 jugadores para el Campeonato Sudamericano Sub-20 de 1999 en Argentina en enero. Santa Cruz anotó en el primer partido de Paraguay contra Bolivia el 8 de enero, igualando la contienda 1-1 a los 69 minutos luego Paraguay pasaría a ganar 2-1. En el segundo partido de Paraguay contra Brasil, Santa Cruz anotó en el primer minuto del partido que finalmente terminó en un empate 1-1 el 10 de enero.
Paraguay terminó en el primer lugar de su respectivo grupo con 10 puntos, clasificando para la segunda ronda del torneo. 
En el tercer partido de la segunda fase, Santa Cruz anotó a los 66 minutos de la victoria de Paraguay 3-2 contra Chile el 21 de enero. 
Paraguay terminó en el cuarto lugar de la segunda fase de grupos con 8 puntos y, posteriormente, se clasificó para el Campeonato Mundial Juvenil de la FIFA de 1999.

#### Copa Mundial de la FIFA Sub-20 1999
Santa Cruz fue seleccionado por el entrenador Mario Jacquet para los 18 hombres convocados de la sub-20 para el Copa Mundial de Fútbol Sub-20 de 1999 en abril. A Santa Cruz le fue entregado la camiseta número 9. Jugó un total de 90-minutos en el primer partido de la fase de grupos, una derrota 4-0 contra Alemania el 4 de abril. En el partido de segunda fase de grupos, Santa Cruz anotó a los 26 minutos en la victoria de Paraguay 3-1 contra Costa Rica el 7 de abril y salió del campo en el minuto 75 por Sergio Fernández. Santa Cruz luego jugó los 80 minutos del último partido de la fase de grupos, una victoria 2-1 frente a Nigeria el 10 de abril. Pese a la derrota contra Alemania, el conjunto albirrojo lideraría el grupo A avanzando a octavos de final. El 14 de abril se enfrentarían a Uruguay, partido que quedaría en un empate 2-2 con doblete de Santa Cruz y tras tiempo extra cumplido, este se definiría en tanda de penales. Santa Cruz marcaría el primero de la serie, pero tras una larga y dura tanda de penaltis, nuevamente vendría el turno de Roque donde esta vez lo fallaría, dejando el décimo y último penalti decisivo a manos del conjunto uruguayo, marcando y dejando Paraguay fuera del mundial.

### Sub-23

#### Preolímpico Sudamericano 2000
En 2000, Santa Cruz fue seleccionado para representar al equipo nacional de fútbol sub-23 de Paraguay en el Torneo Preolímpico 2000 CONMEBOL de Hombres en Brasil, que vio a Paraguay fuera para los Juegos Olímpicos de 2000. Él apareció en cuatro partidos en el torneo, contra Argentina, Uruguay, Bolivia, y Perú, anotando un doblete contra este último.

### Absoluta

#### Copa América 1999
Hizo su debut en la selección absoluta de Paraguay a los 17 años de edad en un partido amistoso contra México el 28 de abril de 1999. Santa Cruz anotó su primer gol con Paraguay en una derrota 3-2 contra Uruguay el 17 de junio de 1999.
Las actuaciones de Santa Cruz en selecciones juveniles de Paraguay le llevaron a una convocatoria para el entrenador del equipo nacional Ever Hugo Almeida para la Copa América 1999 celebrada en Paraguay. En el partido de la fase de grupos, Santa Cruz anotó un doblete contra el invitado Japón el 2 de julio, un gol en el minuto 40 de la primera parte y el otro gol a los 86 minutos del segundo tiempo. Tres días más tarde, Santa Cruz marcó el único tanto para Paraguay en su victoria 1-0 contra Perú el 5 de julio, anotado en el minuto 88 del partido. 
Paraguay terminó en el primer lugar de su grupo con 7 puntos, y avanzaría a las etapas de cuartos de final de la copa. Paraguay se enfrentaría a Uruguay el 10 de julio en el Defensores del Chaco en Asunción, donde Uruguay ganó 5-3 a través de la tanda de penaltis después de haber igualado 1-1 en el tiempo reglamentario y quedarían eliminados.
Debido a sus actuaciones y la participación en tres grandes torneos ese mismo año (Campeonato Sudamericano Juvenil, Campeonato Mundial Juvenil de la FIFA y la Copa América), Santa Cruz fue galardonado Futbolista Paraguayo del Año por ABC Color y la Asociación Paraguaya de Fútbol (APF).

#### Copa Mundial de la FIFA 2002
Santa Cruz fue incluido en el plantel de Cesare Maldini de 23 jugadores para la Copa Mundial de la FIFA 2002 en Corea del Sur y Japón, donde le fue entregado la camiseta número 9.
Durante la fase de clasificación para la Copa Mundial de la FIFA 2002, Santa Cruz había anotado un total de tres goles. Su primer gol llegó en la novena ronda, cuando Santa Cruz había marcado el primer gol de Paraguay en el tercer minuto de una victoria fuera de casa 2-0 contra Colombia el 7 de octubre de 2000. Su segundo gol llegó en la victoria por 5-1 en casa contra Perú el 15 de noviembre de 2000, y Santa Cruz anotó su tercer gol de la Copa Mundial de la clasificación de 2002 en una victoria 5-1 en casa contra Bolivia el 5 de septiembre de 2001.
Antes de la Copa Mundial de la FIFA 2002, Santa Cruz anotó su octavo gol de su carrera con la selección en una victoria 2-1 frente a Suecia en un amistoso el 17 de mayo de 2002.
Santa Cruz inició en el primer partido de la fase de grupos contra Sudáfrica el 2 de junio. Él anotó a los 39 minutos, dando una primera mitad aventajada de 1-0, jugó los 90 minutos del partido que terminaría en empate 2-2. Santa Cruz de nuevo estuvo en el siguiente parido de la fase de grupos de contra España el 7 de junio. Él volvió a jugar los 90 minutos en la derrota de 3-1 y obtuvo una tarjeta amarilla a los 80 minutos. El 12 de junio, Santa Cruz jugó un total de 90 minutos de la victoria de Paraguay 3-1 ante Eslovenia. Paraguay terminaba en la segunda posición del grupo B con cuatro puntos, avanzando a los octavos de final donde se enfrentaron a Alemania el 15 de junio. Santa Cruz había estado de nuevo titular en el partido, sin embargo, fue sustituido fuera del campo por Jorge Campos en el minuto 29 debido a una lesión en la eventual derrota por 1-0.

#### Incidente con Chilavert
El 10 de junio de 2013, se reportó que José Luis Chilavert había afirmado que Roque Santa Cruz había simulado una lesión con el objetivo de facilitar la derrota de Paraguay frente a Alemania en los octavos de final de la Copa Mundial de la FIFA 2002. Según Chilavert, esta acción se habría visto influenciada por Karl-Heinz Rummenigge, quien en ese entonces ocupaba el cargo de vicepresidente del Bayern de Múnich (club al que pertenecía Santa Cruz entre 1999 y 2007). Rummenigge habría visitado el hotel donde se hospedaba la selección paraguaya y presuntamente habría instado a Santa Cruz a no participar en el encuentro contra Alemania.
Francisco Arce salió en defensa de Santa Cruz, refutando las declaraciones de Chilavert:  

«Chilavert viene a decir estupideces de vez en cuando. No le creas. Roque es la persona más profesional que he conocido en mi tiempo en el equipo nacional, es un hombre que no tiene una mancha en cualquier lugar».

Previo al enfrentamiento de 2002, diversos medios de comunicación subrayaron que el partido tendría un valor simbólico para Santa Cruz, dado su vínculo con el fútbol alemán. En ese contexto, Santa Cruz expresó:  

«Estoy muy emocionado [...] He estado soñando con esto si tengo la oportunidad voy a matarlos [...] Conozco todos sus trucos. Será un partido especial para mí en contra de mis amigos y colegas de Bayern Múnich, pero no tomarlo como un reto personal. He estado viviendo allí durante tres años y me gusta mucho el país, pero creo que van a entender que debo hacerlo lo mejor posible. Alemania es un equipo potente, con jugadores del más alto nivel, y su nombre está escrito en la historia de la Copa Mundial».

En 2013, Santa Cruz también desmintió las declaraciones de Chilavert en una entrevista con Telefuturo, calificando sus comentarios como falsos, ya que se realizaron más de una década después de los hechos. Santa Cruz expresó que dichas acusaciones le resultaban «dolorosas», dado que había compartido numerosas experiencias junto a Chilavert en la selección nacional.

#### Copa Mundial de la FIFA 2006
Santa Cruz estaba en duda para la Copa Mundial de la FIFA 2006 como se había estado recuperando de una lesión en la rodilla, sin embargo, se recuperó a tiempo para el inicio del torneo y fue finalmente fue seleccionado en la lista de 23 jugadores por el entrenador Aníbal Ruiz. A pesar de llevar el dorsal 24 durante la campaña de clasificación para la Copa Mundial, se le entregó el número 9 para el torneo.
Santa Cruz anotó cuatro goles durante la fase de clasificación para la Copa Mundial de la FIFA 2006. El primero fue en la victoria por 2-1 en casa ante Ecuador el 15 de noviembre de 2003, cuando Santa Cruz había dado una ventaja de 1-0 a los 29 minutos. Santa Cruz luego anotó el único gol de Paraguay en su derrota por 4-1 frente a Brasil el 5 de junio de 2005. Tres días más tarde, Santa Cruz anotó su tercer gol de la fase de clasificación en la victoria por 4-1 en casa contra Bolivia en Asunción el 8 de junio de 2005. En la decimosexta jornada de la fase de clasificación, Santa Cruz anotó a los 14 minutos de la victoria por 1-0 ante Argentina en Asunción el 3 de septiembre de 2005. Sus cuatro goles durante la fase de clasificación lo llevaron a un total de 13 goles internacionales para Paraguay.
Santa Cruz fue parte de los once jugadores titulares en el primer partido de Paraguay contra Inglaterra el 10 de junio. Él se asoció junto a Nelson Haedo Valdez en la derrota 1-0. Santa Cruz comenzó otra vez en la derrota y eliminación de la copa 1-0 a Suecia el 15 de junio, donde fue sustituido fuera del campo por Dante López en el minuto 63. Santa Cruz jugó los 90 minutos del último partido de la fase de grupos de Paraguay contra Trinidad y Tobago el 20 de junio, había asistido a Nelson Cuevas con un pase en para anotar el segundo gol de Paraguay en el minuto 86 de la victoria 2-0. Paraguay terminó en la tercera posición del grupo B, obteniendo tres puntos por su victoria ante Trinidad y Tobago.

#### Copa América 2007
Santa Cruz no anotó su próximo gol internacional hasta un año más tarde, el único gol de Paraguay en su victoria 2-1 como visitante contra México en el Estadio Universitario de Monterrey, el 25 de marzo de 2007.
Santa Cruz fue seleccionado para la Copa América 2007 con el nuevo entrenador Gerardo Martino.
En el primer partido de fase de grupos de Paraguay contra Colombia el 28 de junio, Santa Cruz anotó un hat-trick perfecto en la victoria de su equipo por 5-0. Su primer gol fue un disparo con la pierna izquierda en el minuto 30, su segundo gol fue un disparo de derecha a los 46 minutos asistido por Edgar Barreto, y su tercer gol fue un remate de cabeza a los 80 minutos asistido desde un pase en profundidad de Carlos Bonet. Hasta el momento ha sido el último triplete perfecto en una Copa América. Santa Cruz jugó un partido completo, 90 minutos en la victoria de Paraguay 3-1 contra Estados Unidos el 2 de julio. Santa Cruz fue entró en el campo por Jonathan Santana a los 81 minutos del último partido grupo de Paraguay, una derrota de 1-0 frente a Argentina el 5 de julio. Paraguay terminó en el segundo lugar del grupo C, después de haber obtenido seis puntos con sus dos victorias. Ellos avanzaron a los cuartos de final donde se enfrentaron a México el 8 de julio, Santa Cruz, jugó un total de 90-minutos en la derrota 6-0.

#### Copa Mundial de la FIFA 2010
Durante la fase de clasificación para la Copa Mundial de la FIFA 2010, Santa Cruz había marcado tres goles para Paraguay. Su primer gol llegó a los 50 minutos de una victoria por 5-1 en casa ante Ecuador el 17 de noviembre de 2007, Santa Cruz había regateado en la cerca del arco contrario y anotó con un tiro derecho. El 15 de junio de 2008, Santa Cruz anotó el primer gol de Paraguay en su victoria por 2-0 ante Brasil en Asunción. Luego, a los 49 minutos, recibió una bola a través de Nelson Haedo Valdez y regateó hacia el arco e hizo un tiro a puerta. Su disparo fue salvado inicialmente por el portero brasileño Júlio César, pero cayó en el camino de Salvador Cabañas, que sería anotar del segundo gol de Paraguay. Paraguay se clasificaría al Mundial disputando su cuarto mundial de manera consecutiva, terceros a un punto de Brasil e iguales en puntos con chile. En aquel entonces fue considerado la tercera mejor potencia de América detrás de Brasil y Argentina.
A pesar de la lesión fue suplente en el partido inaugural del equipo contra los campeones Italia, Santa Cruz pasó a ser titular en los siguientes 2 paridos del grupo F, Eslovaquia y Nueva Zelanda, fue elegido como el «Jugador del Partido». Avanzarían a los octavos de final por primera vez de líder en un grupo de un mundial e invictos (con 5pts, 1PG, 2PE, 0PP). Se enfrentarían a Japón el cual el parido definiría 4 a 2 en penaltis tras 120 minutos sin goles. Este resultado llevó a Paraguay a su primer cuartos de final de la Copa del Mundo, en el que el equipo perdió 0-1 ante el eventual campeón del mundo España, con Santa Cruz entrando al campo en el minuto 72, quedando así eliminados en los 8 mejores equipos del mundo.

#### Copa América 2011
Él anotó su 24.º gol internacional con Paraguay, con un cabezazo en una victoria por 2-0 en Asunción contra Rumania el 11 de junio de 2011, el partido fue la preparación para la Copa América 2011.
Santa Cruz fue parte del once titular de Paraguay para la Copa América 2011. El 3 de julio, jugó el primer partido de la fase de grupos, un empate 0-0 contra Ecuador. Santa Cruz jugó 83 minutos del partido antes de ser sustituido fuera del campo por Pablo Zeballos. En el segundo partido el 9 de julio, el primer gol de Santa Cruz para Paraguay llegó a los 54 minutos en su empate 2-2 contra Brasil en Córdoba. Santa Cruz fue galardonado como el mejor jugador del partido. Su tanto lo llevó a un total de 25 goles para Paraguay, convirtiéndose en el máximo goleador de la historia de la selección paraguaya (con José Saturnino Cardozo). El 13 de julio, Santa Cruz luego jugó sólo 39 minutos del último partido de la fase de grupos de Paraguay contra Venezuela antes de ser reemplazado por Nelson Haedo Valdez. El partido terminó en empate 3-3 y Paraguay terminó en el tercer lugar del grupo B, con tres puntos, y así avanzando como el segundo mejor tercero para los cuartos de final. El 17 de julio, Santa Cruz no tomaría parte en el partido de cuartos de final de Paraguay contra Brasil. Paraguay finalmente venció a Brasil 2-0 por medio de la tanda de penaltis y se clasificó para la semifinal, cosa que no alcanzaban en más de 20 años. En la victoria de Paraguay contra Venezuela en semifinales el 20 de julio, Santa Cruz entró a la cancha a los 73 minutos por Nelson Haedo Valdez, sin embargo, debido a una lesión fue sustituido fuera del campo en el minuto 80 por Osvaldo Martínez y se perdería la final de la Copa. Paraguay venció 5-3 a Venezuela a través de la tanda de penaltis y se clasificó para la final donde se enfrentaron a Uruguay en el Estadio Antonio Vespucio Liberti en Buenos Aires el 24 de julio. Santa Cruz no participó en la final, donde Paraguay, fue derrotado 3-0 y terminó subcampeón.

#### Eliminatorias a la Copa Mundial de la FIFA 2014
El 7 de junio de 2013, Santa Cruz anotó en la derrota por 2-1 en casa contra Chile durante un partido de eliminatoria para la Copa Mundial de la FIFA 2014. El tanto elevó su cuenta a 26, el cual le hizo ser el goleador líder de todos los tiempos de la historia de la selección paraguaya. Santa Cruz continuó marcando, dos goles más (contra Bolivia y Argentina) durante las eliminatorias para la Copa Mundial, y también sirvió como capitán del equipo nacional durante los últimos cuatro partidos de la campaña. Sin embargo, Paraguay no se clasificó para la Copa del Mundo cortando una racha de cuatro mundiales consecutivos asistiendo.
El 18 de noviembre de 2014, Santa Cruz anotó en una derrota de visitante, amistoso 2-1 contra Perú en Lima, lo que elevó su cuenta a 30 goles para el equipo nacional.

#### Copa América 2015
En los partidos amistosos antes de la copa, anotaría un doblete y elevar su cuenta a 32 goles con la selección frente a Honduras el 6 de junio.
Santa Cruz fue parte del once titular de Paraguay para la Copa América 2015, donde paraguay estaba en el grupo B acompañado de Argentina, Uruguay y la invitada de Jamaica. Avanzarían hasta lograr el cuarto lugar en el torneo. El 13 de junio jugó el primer partido de la fase de grupos, un empate 2-2 frente a Argentina. El 16 de junio fue el jugador del partido en la victoria 1-0 sobre Jamaica, y el 20 de junio frente a Uruguay entraría al campo en el segundo tiempo sustituyendo al lesionado Lucas Barrios en un partido empatado 1-1. Paraguay avanzaría a los cuartos de final tras terminar segundos en el grupo con 5 puntos detrás de Argentina con 7. El 27 de junio jugaría los cuartos frente al líder del grupo C, Brasil, partido donde a Santa Cruz le cometen falta dentro del área logrando penalti a favor de Paraguay con Derlis Gonzales igualando el partido 1-1. Con 90 minutos igualados fueron a la tanda de penaltis donde Brasil había fallado 2 de 4 y era el turno de Roque de tirar, pero erraría su disparo, aun así, Paraguay avanzó a semis luego de ganar 4 - 3 en penaltis y se enfrentarían a su rival en la fase de grupos, Argentina. El 30 de junio Santa Cruz juega en el 11 inicial pero antes de la media hora de juego el técnico Ramón Díaz se vio forzado a sustituirle por una lesión en el muslo, siendo el segundo cambio por lesión del juego( el primero fue Derlis Gonzales), Paraguay perdería 6-1 y Santa Cruz se perdería el último partido del torneo frente a Perú por el tercer lugar el 3 de julio.

#### Eliminatorias a la Copa Mundial de la FIFA 2018
Santa Cruz sería convocado para los partidos frente a Ecuador el 24 de marzo y frente a Brasil el 29 de marzo, partido donde entraría y sería pieza fundamental para llevarse a cabo los goles del empate 2-2.
El máximo goleador de la Albirroja (32 goles) confirmó su despedida oficial de la selección luego del próximo combo de partidos por Eliminatorias Sudamericanas.
Jugó su último partido internacional el 10 de noviembre de 2016 por las Eliminatorias al Mundial de Rusia 2018 en el Defensores del Chaco donde Paraguay enfrentaba a la Selección de Perú, el cotejo culminó con marcador 1-4 a favor de los visitantes.

### Goles en la selección
| Goles con la Selección de Paraguay | Goles con la Selección de Paraguay | Goles con la Selección de Paraguay | Goles con la Selección de Paraguay | Goles con la Selección de Paraguay | Goles con la Selección de Paraguay | Goles con la Selección de Paraguay | Goles con la Selección de Paraguay |
| Resultados                         | Resultados                         | Resultados                         | Resultados                         | Estadio                            | Fecha                              | Tipo                               | Goles                              |
| ---------------------------------- | ---------------------------------- | ---------------------------------- | ---------------------------------- | ---------------------------------- | ---------------------------------- | ---------------------------------- | ---------------------------------- |
| Paraguay                           | 2                                  | 3                                  | Uruguay                            | Antonio Oddone Sarubbi             | 17 de junio de 1999                | Amistoso                           | 1 gol                              |
| Paraguay                           | 4                                  | 0                                  | Japón                              | Defensores del Chaco               | 2 de julio de 1999                 | Copa América 1999                  | 2 goles                            |
| Paraguay                           | 1                                  | 0                                  | Perú                               | Río Parapití                       | 5 de julio de 1999                 | Copa América 1999                  | 1 gol                              |
| Paraguay                           | 2                                  | 0                                  | Colombia                           | El Campín                          | 7 de octubre de 2000               | Eliminatorias Sudamericanas 2002   | 1 gol                              |
| Paraguay                           | 5                                  | 1                                  | Perú                               | Defensores del Chaco               | 15 de noviembre de 2000            | Eliminatorias Sudamericanas 2002   | 1 gol                              |
| Paraguay                           | 5                                  | 1                                  | Bolivia                            | Defensores del Chaco               | 5 de septiembre de 2001            | Eliminatorias Sudamericanas 2002   | 1 gol                              |
| Paraguay                           | 2                                  | 1                                  | Suecia                             | Estadio Råsunda                    | 17 de mayo de 2002                 | Amistoso                           | 1 gol                              |
| Paraguay                           | 2                                  | 2                                  | Sudáfrica                          | Estadio Asiad Main                 | 2 de junio de 2002                 | Copa del Mundo 2002                | 1 gol                              |
| Paraguay                           | 2                                  | 1                                  | Ecuador                            | Defensores del Chaco               | 15 de noviembre de 2003            | Eliminatorias Sudamericanas 2006   | 1 gol                              |
| Paraguay                           | 1                                  | 4                                  | Brasil                             | Beira Rio                          | 5 de junio de 2005                 | Eliminatorias Sudamericanas 2006   | 1 gol                              |
| Paraguay                           | 4                                  | 1                                  | Bolivia                            | Defensores del Chaco               | 8 de junio de 2005                 | Eliminatorias Sudamericanas 2006   | 1 gol                              |
| Paraguay                           | 1                                  | 0                                  | Argentina                          | Defensores del Chaco               | 3 de septiembre de 2005            | Eliminatorias Sudamericanas 2006   | 1 gol                              |
| Paraguay                           | 1                                  | 2                                  | México                             | Universitario                      | 25 de marzo de 2007                | Amistoso                           | 1 gol                              |
| Paraguay                           | 5                                  | 0                                  | Colombia                           | José E. Romero                     | 28 de junio de 2007                | Copa América 2007                  | 3 goles                            |
| Paraguay                           | 5                                  | 1                                  | Ecuador                            | Defensores del Chaco               | 17 de noviembre de 2007            | Eliminatorias Sudamericanas 2010   | 1 gol                              |
| Paraguay                           | 2                                  | 0                                  | Brasil                             | Defensores del Chaco               | 15 de junio de 2008                | Eliminatorias Sudamericanas 2010   | 1 gol                              |
| Paraguay                           | 2                                  | 4                                  | Bolivia                            | Hernando Siles                     | 18 de junio de 2008                | Eliminatorias Sudamericanas 2010   | 1 gol                              |
| Paraguay                           | 1                                  | 0                                  | Corea del Norte                    | Centre Sportif                     | 15 de mayo de 2010                 | Amistoso                           | 1 gol                              |
| Paraguay                           | 7                                  | 0                                  | Hong Kong                          | Estadio de Hong Kong               | 17 de noviembre de 2010            | Amistoso Copa AET                  | 2 goles                            |
| Paraguay                           | 2                                  | 0                                  | Rumania                            | Defensores del Chaco               | 11 de junio de 2011                | Amistoso                           | 1 gol                              |
| Paraguay                           | 2                                  | 2                                  | Brasil                             | Mario Alberto Kempes               | 9 de julio de 2011                 | Copa América 2011                  | 1 gol                              |
| Paraguay                           | 1                                  | 2                                  | Chile                              | Defensores del Chaco               | 7 de junio de 2013                 | Eliminatorias Sudamericanas 2014   | 1 gol                              |
| Paraguay                           | 4                                  | 0                                  | Bolivia                            | Defensores del Chaco               | 6 de septiembre de 2013            | Eliminatorias Sudamericanas 2014   | 1 gol                              |
| Paraguay                           | 2                                  | 5                                  | Argentina                          | Defensores del Chaco               | 10 de septiembre de 2013           | Eliminatorias Sudamericanas 2014   | 1 gol                              |
| Paraguay                           | 2                                  | 1                                  | Camerún                            | Kufstein Arena                     | 29 de mayo de 2014                 | Amistoso                           | 1 gol                              |
| Paraguay                           | 1                                  | 2                                  | Perú                               | Nacional                           | 18 de noviembre de 2014            | Amistoso                           | 1 gol                              |
| Paraguay                           | 2                                  | 2                                  | Honduras                           | Manuel Ferreira                    | 6 de junio de 2015                 | Amistoso                           | 2 goles                            |

Para un total de 32 goles.

### Participaciones en Copas del Mundo
| Mundial                        | Sede                  | Resultado        | Partidos | Goles |
| ------------------------------ | --------------------- | ---------------- | -------- | ----- |
| Copa Mundial de Fútbol de 2002 | Corea del Sur y Japón | Octavos de final | 4        | 1     |
| Copa Mundial de Fútbol de 2006 | Alemania              | Primera fase     | 3        | 0     |
| Copa Mundial de Fútbol de 2010 | Sudáfrica             | Cuartos de final | 5        | 0     |
| Copas del Mundo                | Copas del Mundo       | Copas del Mundo  | 12       | 1     |

#### Participaciones en Copa América
| Copa                   | Sede                   | Resultado              | Partidos | Goles |
| ---------------------- | ---------------------- | ---------------------- | -------- | ----- |
| Copa América 1999      | Paraguay               | Cuartos de final       | 4        | 3     |
| Copa América 2007      | Venezuela              | Cuartos de final       | 4        | 3     |
| Copa América 2011      | Argentina              | Subcampeón             | 5        | 1     |
| Copa América 2015      | Chile                  | Cuarto lugar           | 5        | 0     |
| Total en Copa Américas | Total en Copa Américas | Total en Copa Américas | 18       | 7     |

## Clubes
| Club             | País       | Año       | Partidos | Goles | Asistencias |
| ---------------- | ---------- | --------- | -------- | ----- | ----------- |
| Olimpia          | Paraguay   | 1997-1999 | 36       | 13    | 7           |
| Bayern Múnich    | Alemania   | 1999-2007 | 238      | 51    | 22          |
| Blackburn Rovers | Inglaterra | 2007-2009 | 70       | 29    | 10          |
| Manchester City  | Inglaterra | 2009-2011 | 24       | 4     | 0           |
| Blackburn Rovers | Inglaterra | 2011      | 10       | 0     | 0           |
| Real Betis       | España     | 2011-2012 | 35       | 7     | 1           |
| Málaga           | España     | 2012-2014 | 109      | 26    | 10          |
| Cruz Azul        | México     | 2015-2016 | 10       | 4     | 1           |
| Olimpia          | Paraguay   | 2016-2021 | 196      | 78    | 23          |
| Club Libertad    | Paraguay   | 2022-     | 107      | 19    | 8           |
| Total            | Total      | Total     | 835      | 231   | 82          |

## Estadísticas

### En clubes
| Club                           | Div                 | Temporada           | Liga  | Liga  | Liga   | Copas nacionales(1) | Copas nacionales(1) | Copas nacionales(1) | Torneos internacionales(2) | Torneos internacionales(2) | Torneos internacionales(2) | Total | Total | Total  | Media goleadora(3) |
| Club                           | Div                 | Temporada           | Part. | Goles | Asist. | Part.               | Goles               | Asist.              | Part.                      | Goles                      | Asist.                     | Part. | Goles | Asist. | Media goleadora(3) |
| ------------------------------ | ------------------- | ------------------- | ----- | ----- | ------ | ------------------- | ------------------- | ------------------- | -------------------------- | -------------------------- | -------------------------- | ----- | ----- | ------ | ------------------ |
| Club Olimpia Paraguay          | 1.ª                 | 1997                | 1     | 0     | 0      | —                   | —                   | —                   | —                          | —                          | —                          | 1     | 0     | 0      | 0,00               |
| Club Olimpia Paraguay          | 1.ª                 | 1998                | 9     | 3     | 1      | —                   | —                   | —                   | 7                          | 4                          | 0                          | 16    | 7     | 1      | 0.44               |
| Club Olimpia Paraguay          | 1.ª                 | 1999                | 14    | 4     | 6      | —                   | —                   | —                   | 5                          | 2                          | 0                          | 19    | 6     | 6      | 0.32               |
| Club Olimpia Paraguay          | Total 1.ª etapa     | Total 1.ª etapa     | 24    | 7     | 7      | 0                   | 0                   | 0                   | 12                         | 6                          | 0                          | 36    | 13    | 7      | 0.36               |
| Bayern de Múnich · Alemania    | 1.ª                 | 1999-00             | 28    | 5     | 1      | 5                   | 3                   | 1                   | 15                         | 1                          | 0                          | 48    | 9     | 2      | 0.19               |
| Bayern de Múnich · Alemania    | 1.ª                 | 2000-01             | 19    | 5     | 3      | 3                   | 1                   | 1                   | 6                          | 0                          | 1                          | 28    | 6     | 5      | 0.21               |
| Bayern de Múnich · Alemania    | 1.ª                 | 2001-02             | 22    | 5     | 3      | 4                   | 1                   | 1                   | 12                         | 3                          | 1                          | 38    | 9     | 5      | 0.24               |
| Bayern de Múnich · Alemania    | 1.ª                 | 2002-03             | 14    | 5     | 1      | 3                   | 1                   | 0                   | 2                          | 1                          | 0                          | 19    | 7     | 1      | 0.37               |
| Bayern de Múnich · Alemania    | 1.ª                 | 2003-04             | 29    | 5     | 3      | 4                   | 3                   | 0                   | 8                          | 1                          | 0                          | 41    | 9     | 3      | 0.22               |
| Bayern de Múnich · Alemania    | 1.ª                 | 2004-05             | 4     | 0     | 1      | 3                   | 4                   | 2                   | —                          | —                          | —                          | 7     | 4     | 3      | 0.57               |
| Bayern de Múnich II · Alemania | 3.ª                 | 2005                | 5     | 2     | 0      | —                   | —                   | —                   | —                          | —                          | —                          | 5     | 2     | 0      | 0.4                |
| Bayern de Múnich II · Alemania | 3.ª                 | 2006                | 1     | 0     | 0      | —                   | —                   | —                   | —                          | —                          | —                          | 1     | 0     | 0      | 0,00               |
| Bayern de Múnich II · Alemania | Total club          | Total club          | 6     | 2     | 0      | 0                   | 0                   | 0                   | 0                          | 0                          | 0                          | 6     | 2     | 0      | 0.33               |
| Bayern de Múnich · Alemania    | 1.ª                 | 2005-06             | 13    | 4     | 2      | 4                   | 0                   | 0                   | 2                          | 0                          | 0                          | 19    | 4     | 2      | 0.21               |
| Bayern de Múnich · Alemania    | 1.ª                 | 2006-07             | 26    | 2     | 1      | 5                   | 0                   | 0                   | 7                          | 1                          | 0                          | 38    | 3     | 1      | 0.08               |
| Bayern de Múnich · Alemania    | Total club          | Total club          | 155   | 31    | 15     | 31                  | 13                  | 5                   | 52                         | 7                          | 2                          | 238   | 51    | 22     | 0.21               |
| Blackburn Rovers Inglaterra    | 1.ª                 | 2007-08             | 37    | 19    | 7      | 3                   | 3                   | 1                   | 3                          | 1                          | 0                          | 43    | 23    | 8      | 0.53               |
| Blackburn Rovers Inglaterra    | 1.ª                 | 2008-09             | 20    | 4     | 2      | 7                   | 2                   | 0                   | —                          | —                          | —                          | 27    | 6     | 2      | 0.22               |
| Blackburn Rovers Inglaterra    | Total 1.ª etapa     | Total 1.ª etapa     | 57    | 23    | 9      | 10                  | 5                   | 1                   | 3                          | 1                          | 0                          | 70    | 29    | 10     | 0.41               |
| Manchester City Inglaterra     |                     |                     |       |       |        |                     |                     |                     |                            |                            |                            |       |       |        |                    |
| 1.ª                            | 2009-10             | 19                  | 3     | 0     | 3      | 1                   | 0                   | —                   | —                          | —                          | 22                         | 4     | 0     | 0.18   |                    |
| 1.ª                            | 2010                | 1                   | 0     | 0     | 1      | 0                   | 0                   | —                   | —                          | —                          | 2                          | 0     | 0     | 0,00   |                    |
| Total club                     | Total club          | 20                  | 3     | 0     | 4      | 1                   | 0                   | 0                   | 0                          | 0                          | 24                         | 4     | 0     | 0.17   |                    |
| Blackburn Rovers Inglaterra    | 1.ª                 | 2011                | 9     | 0     | 0      | 1                   | 0                   | 0                   | —                          | —                          | —                          | 10    | 0     | 0      | 0,00               |
| Blackburn Rovers Inglaterra    | Total club          | Total club          | 66    | 23    | 9      | 11                  | 5                   | 1                   | 3                          | 1                          | 0                          | 80    | 29    | 10     | 0.36               |
| Real Betis · España            | 1.ª                 | 2011-12             | 33    | 7     | 1      | 2                   | 0                   | 0                   | —                          | —                          | —                          | 35    | 7     | 1      | 0.2                |
| Málaga CF · España             | 1.ª                 | 2012-13             | 31    | 8     | 2      | 4                   | 3                   | 0                   | 10                         | 1                          | 1                          | 45    | 12    | 3      | 0.27               |
| Málaga CF · España             | 1.ª                 | 2013-14             | 31    | 6     | 4      | 1                   | 0                   | 0                   | —                          | —                          | —                          | 32    | 6     | 4      | 0.19               |
| Málaga CF · España             | 1.ª                 | 2014                | 12    | 3     | 2      | 1                   | 2                   | 0                   | —                          | —                          | —                          | 13    | 5     | 2      | 0.38               |
| Málaga CF · España             | Total 1.ª etapa     | Total 1.ª etapa     | 74    | 17    | 8      | 6                   | 5                   | 0                   | 10                         | 1                          | 1                          | 90    | 23    | 9      | 0.26               |
| Cruz Azul · México             | 1.ª                 | 2015                | 10    | 4     | 1      | —                   | —                   | —                   | —                          | —                          | —                          | 10    | 4     | 1      | 0.4                |
| Málaga CF · España             | 1.ª                 | 2015-16             | 17    | 2     | 1      | 2                   | 1                   | 0                   | —                          | —                          | —                          | 19    | 3     | 1      | 0.16               |
| Málaga CF · España             | Total club          | Total club          | 91    | 19    | 9      | 8                   | 6                   | 0                   | 10                         | 1                          | 1                          | 109   | 26    | 10     | 0.24               |
| Club Olimpia Paraguay          | 1.ª                 |                     |       |       |        |                     |                     |                     |                            |                            |                            |       |       |        |                    |
| Club Olimpia Paraguay          | 1.ª                 | 2016                | 16    | 5     | 1      | —                   | —                   | —                   | —                          | —                          | —                          | 16    | 5     | 1      | 0.31               |
| Club Olimpia Paraguay          | 1.ª                 | 2017                | 26    | 3     | 5      | —                   | —                   | —                   | 6                          | 1                          | 0                          | 32    | 4     | 5      | 0.13               |
| Club Olimpia Paraguay          | 1.ª                 | 2018                | 34    | 13    | 8      | 4                   | 4                   | 0                   | 4                          | 1                          | 0                          | 42    | 18    | 8      | 0.43               |
| Club Olimpia Paraguay          | 1.ª                 | 2019                | 34    | 26    | 4      | —                   | —                   | —                   | 8                          | 2                          | 0                          | 42    | 28    | 4      | 0.67               |
| Club Olimpia Paraguay          | 1.ª                 | 20                  | 27    | 17    | 2      | —                   | —                   | —                   | 5                          | 0                          | 0                          | 32    | 17    | 2      | 0.53               |
| Club Olimpia Paraguay          | 1.ª                 | 2021                | 25    | 4     | 2      | 5                   | 2                   | 0                   | 6                          | 1                          | 1                          | 36    | 7     | 3      | 0.19               |
| Club Olimpia Paraguay          | Total 2.ª etapa     | Total 2.ª etapa     | 162   | 68    | 22     | 9                   | 6                   | 0                   | 29                         | 5                          | 1                          | 200   | 79    | 23     | 0.4                |
| Club Olimpia Paraguay          | Total club          | Total club          | 186   | 75    | 29     | 9                   | 6                   | 0                   | 41                         | 11                         | 1                          | 236   | 92    | 30     | 0.39               |
| Club Libertad Paraguay         |                     |                     |       |       |        |                     |                     |                     |                            |                            |                            |       |       |        |                    |
| 1.ª                            | 2022                | 39                  | 12    | 4     | 2      | 1                   | 0                   | 4                   | 2                          | 0                          | 45                         | 15    | 4     | 0.33   |                    |
| 1.ª                            | 2023                | 37                  | 3     | 1     | 5      | 0                   | 0                   | 6                   | 0                          | 0                          | 48                         | 3     | 1     | 0.06   |                    |
| 1.ª                            | 2024                | 30                  | 4     | 2     | 5      | 2                   | 1                   | 9                   | 2                          | 0                          | 44                         | 8     | 3     | 0.18   |                    |
| 1.ª                            | 2025                | 20                  | 3     | 0     | 1      | 1                   | 1                   | 5                   | 0                          | 0                          | 26                         | 4     | 1     | 0.15   |                    |
| Total club                     | Total club          | 126                 | 22    | 7     | 13     | 4                   | 2                   | 24                  | 4                          | 0                          | 163                        | 30    | 9     | 0.18   |                    |
| Total en su carrera            | Total en su carrera | Total en su carrera | 693   | 186   | 71     | 78                  | 35                  | 8                   | 130                        | 24                         | 4                          | 901   | 245   | 83     | 0.27               |

### Selección
| Selección | Temporada     | Amistosos | Amistosos | Amistosos | Sudamérica(1) | Sudamérica(1) | Sudamérica(1) | Mundial(2) | Mundial(2) | Mundial(2) | Total | Total | Total  | Media goleadora |
| Selección | Temporada     | Part.     | Goles     | Asist.    | Part.         | Goles         | Asist.        | Part.      | Goles      | Asist.     | Part. | Goles | Asist. | Media goleadora |
| --- | ------------- | --------- | --------- | --------- | ------------- | ------------- | ------------- | ---------- | ---------- | ---------- | ----- | ----- | ------ | --------------- |
| Sub-20 Paraguay | 1999          | —         | —         | —         | 8             | 3             | ?             | 4          | 3          | 0          | 12    | 6     | ?      | 0,50            |
| Sub-20 Paraguay | Total         | 0         | 0         | 0         | 8             | 3             | ?             | 4          | 3          | 0          | 12    | 6     | ?      | 0,50            |
| Sub-23 Paraguay | 2000          | —         | —         | —         | 4             | 2             | ?             | —          | —          | —          | 4     | 2     | ?      | 0,50            |
| Sub-23 Paraguay | Total         | 0         | 0         | 0         | 4             | 2             | ?             | 0          | 0          | 0          | 4     | 2     | ?      | 0,50            |
| Absoluta Paraguay |               |           |           |           |               |               |               |            |            |            |       |       |        |                 |
| 1999 | 4             | 1         | 0         | 4         | 3             | 0             | —             | —          | —          | 8          | 4     | 0     | 0,50   |                 |
| 2000 | 1             | 0         | 0         | 8         | 2             | 0             | —             | —          | —          | 9          | 2     | 0     | 0.22   |                 |
| 2001 | —             | —         | —         | 4         | 1             | 0             | —             | —          | —          | 4          | 1     | 0     | 0,25   |                 |
| 2002 | 3             | 1         | 0         | —         | —             | —             | 4             | 1          | 1          | 7          | 2     | 1     | 0.29   |                 |
| 2003 | 1             | 0         | 0         | 4         | 1             | 0             | —             | —          | —          | 5          | 1     | 0     | 0.2    |                 |
| 2004 | —             | —         | —         | 4         | 0             | 0             | —             | —          | —          | 4          | 0     | 0     | 0,00   |                 |
| 2005 | —             | —         | —         | 4         | 3             | 0             | —             | —          | —          | 4          | 3     | 0     | 0.75   |                 |
| 2006 | —             | —         | —         | —         | —             | —             | 3             | 0          | 1          | 3          | 0     | 1     | 0,00   |                 |
| 2007 | 5             | 1         | 0         | 6         | 4             | 1             | —             | —          | —          | 11         | 5     | 1     | 0.45   |                 |
| 2008 | 4             | 0         | 0         | 3         | 2             | 1             | —             | —          | —          | 7          | 2     | 1     | 0.29   |                 |
| 2009 | 2             | 0         | 0         | —         | —             | —             | —             | —          | —          | 2          | 0     | 0     | 0,00   |                 |
| 2010 | 8             | 3         | 3         | —         | —             | —             | 5             | 0          | 0          | 13         | 3     | 3     | 0.23   |                 |
| 2011 | 4             | 1         | 0         | 6         | 1             | 1             | —             | —          | —          | 10         | 2     | 1     | 0.2    |                 |
| 2012 | 1             | 0         | 0         | 1         | 0             | 0             | —             | —          | —          | 2          | 0     | 0     | 0,00   |                 |
| 2013 | 1             | 0         | 1         | 5         | 3             | 1             | —             | —          | —          | 6          | 3     | 2     | 0,50   |                 |
| 2014 | 7             | 2         | 1         | —         | —             | —             | —             | —          | —          | 7          | 2     | 1     | 0.29   |                 |
| 2015 | 1             | 2         | 0         | 5         | 0             | 0             | —             | —          | —          | 6          | 2     | 0     | 0.33   |                 |
| 2016 | —             | —         | —         | 2         | 0             | 0             | —             | —          | —          | 2          | 0     | 0     | 0,00   |                 |
| Total | 42            | 11        | 5         | 56        | 20            | 4             | 12            | 1          | 2          | 110        | 32    | 11    | 0.29   |                 |
| Total carrera | Total carrera | 42        | 11        | 5         | 68            | 25            | 4             | 16         | 4          | 2          | 126   | 40    | 11     | 0.32            |
| (1) Incluye los partidos de la Copa América (2004) y Clasificatorias Sudamericanas (2003-05). (2) En caso de la selección olímpica, incluye datos de los Juegos Olímpicos (2004) |               |           |           |           |               |               |               |            |            |            |       |       |        |                 |

### Resumen estadístico
| Competición           | Partidos | Goles | Promedio | Asistencias | Promedio | Goles y asistencias | Promedio |
| --------------------- | -------- | ----- | -------- | ----------- | -------- | ------------------- | -------- |
| Primera División      | 687      | 184   | 0.27     | 71          | 0.1      | 255                 | 0.37     |
| Tercera División      | 6        | 2     | 0,33     | 0           | 0,00     | 2                   | 0,33     |
| Copas nacionales      | 78       | 35    | 0.45     | 8           | 0.1      | 43                  | 0.55     |
| Copas internacionales | 130      | 24    | 0.18     | 4           | 0.03     | 28                  | 0.22     |
| Selección sub-20      | 12       | 6     | 0,50     | 0           | 0,00     | 6                   | 0,50     |
| Selección sub-23      | 4        | 2     | 0,50     | 0           | 0,00     | 2                   | 0,50     |
| Selección adulta      | 110      | 32    | 0.29     | 11          | 0.1      | 43                  | 0.39     |
| Total                 | 1027     | 285   | 0.28     | 94          | 0.09     | 379                 | 0.37     |

### Goles en la UEFA Champions League
| Resultados          | Resultados | Resultados | Resultados    | Lugar     | Estadio                       | Fecha                    | Temporada | Gol(es) |
| ------------------- | ---------- | ---------- | ------------- | --------- | ----------------------------- | ------------------------ | --------- | ------- |
| PSV                 | 2          | 1          | Bayern Múnich | Eindhoven | PSV Stadion                   | 26 de octubre de 1999    | 1999-00   | 1 gol   |
| Bayern Múnich       | 3          | 1          | Feyenoord     | Múnich    | Olympiastadion                | 23 de octubre de 2001    | 2001-02   | 2 goles |
| Bayern Múnich       | 1          | 0          | Boavista      | Múnich    | Olympiastadion                | 26 de febrero de 2002    | 2001-02   | 1 gol   |
| Deportivo La Coruña | 2          | 1          | Bayern Múnich | La Coruña | Municipal de Riazor           | 29 de octubre de 2002    | 2002-03   | 1 gol   |
| Anderlecht          | 1          | 1          | Bayern Múnich | Bruselas  | Constant Vanden Stock Stadium | 30 de septiembre de 2003 | 2003-04   | 1 gol   |
| Bayern Múnich       | 4          | 0          | Spartak Moscú | Múnich    | Fußball Arena                 | 12 de septiembre de 2006 | 2006-07   | 1 gol   |
| Málaga              | 2          | 0          | Porto         | Málaga    | La Rosaleda                   | 13 de marzo de 2013      | 2012-13   | 1 gol   |

Para un total de 8 goles.

### Goles en la UEFA Europa League
| Resultados | Resultados | Resultados | Resultados       | Lugar   | Estadio            | Fecha                | Temporada | Gol(es) |
| ---------- | ---------- | ---------- | ---------------- | ------- | ------------------ | -------------------- | --------- | ------- |
| MYPA       | 0          | 1          | Blackburn Rovers | Kouvola | Saviniemi Football | 16 de agosto de 2007 | 2007-2008 | 1 gol   |

Para un total de 1 gol.

### Goles en la Copa Libertadores
| Resultados          | Resultados | Resultados | Resultados       | Lugar         | Estadio                       | Fecha                 | Año  | Gol(es) |
| ------------------- | ---------- | ---------- | ---------------- | ------------- | ----------------------------- | --------------------- | ---- | ------- |
| Cerro Porteño       | 4          | 3          | Olimpia          | Asunción      | Defensores del Chaco          | 24 de febrero de 1999 | 1999 | 2 goles |
| Olimpia             | 3          | 1          | Indep. del Valle | Asunción      | Defensores del Chaco          | 9 de febrero de 2017  | 2017 | 1 gol   |
| Olimpia             | 1          | 0          | Junior           | Asunción      | Defensores del Chaco          | 2 de febrero de 2018  | 2018 | 1 gol   |
| Sporting Cristal    | 0          | 3          | Olimpia          | Lima          | Estadio Nacional              | 4 de abril de 2019    | 2019 | 1 gol   |
| Univ. de Concepción | 3          | 3          | Olimpia          | Concepción    | Estadio Callao                | 23 de abril de 2019   | 2019 | 1 gol   |
| Olimpia             | 2          | 1          | Always Ready     | Asunción      | El Bosque                     | 28 de abril de 2021   | 2021 | 1 gol   |
| Atlético Paranaense | 1          | 1          | Libertad         | Asunción      | Defensores del Chaco          | 5 de julio de 2022    | 2022 | 1 gol   |
| Deportivo Táchira   | 1          | 1          | Libertad         | San Cristóbal | Polideportivo de Pueblo Nuevo | 7 de mayo de 2024     | 2024 | 1 gol   |

Para un total de 9 goles.
Entre el primero (el 24.02.1999 contra Cerro Porteño) y el último gol (el 07.05.2024 frente a Deportivo Táchira) de Roque Santa Cruz han pasado 25 años y 73 días. Es el período de tiempo más prolongado entre dos goles de un mismo jugador en la Copa Libertadores.

## Palmarés

### Títulos nacionales
| Título             | Equipo        | País     | Año     |
| ------------------ | ------------- | -------- | ------- |
| Primera División   | Olimpia       | Paraguay | 1997    |
| Primera División   | Olimpia       | Paraguay | 1998    |
| Primera División   | Olimpia       | Paraguay | 1999    |
| 1. Bundesliga      | Bayern Múnich | Alemania | 1999−00 |
| Copa de Alemania   | Bayern Múnich | Alemania | 1999-00 |
| 1. Bundesliga      | Bayern Múnich | Alemania | 2000−01 |
| 1. Bundesliga      | Bayern Múnich | Alemania | 2002−03 |
| Copa de Alemania   | Bayern Múnich | Alemania | 2002-03 |
| 1. Bundesliga      | Bayern Múnich | Alemania | 2004−05 |
| Copa de Alemania   | Bayern Múnich | Alemania | 2004-05 |
| 1. Bundesliga      | Bayern Múnich | Alemania | 2005−06 |
| Copa de Alemania   | Bayern Múnich | Alemania | 2005-06 |
| Primera División   | Olimpia       | Paraguay | 2018-A  |
| Primera División   | Olimpia       | Paraguay | 2018-C  |
| Primera División   | Olimpia       | Paraguay | 2019-A  |
| Primera División   | Olimpia       | Paraguay | 2019-C  |
| Primera División   | Olimpia       | Paraguay | 2020-C  |
| Copa Paraguay      | Olimpia       | Paraguay | 2021    |
| Supercopa Paraguay | Olimpia       | Paraguay | 2021    |
| Primera División   | Libertad      | Paraguay | 2022-A  |
| Primera División   | Libertad      | Paraguay | 2023-A  |
| Primera División   | Libertad      | Paraguay | 2023-C  |
| Copa Paraguay      | Libertad      | Paraguay | 2023    |
| Supercopa Paraguay | Libertad      | Paraguay | 2023    |
| Primera División   | Libertad      | Paraguay | 2024-A  |
| Copa Paraguay      | Libertad      | Paraguay | 2024    |
| Supercopa Paraguay | Libertad      | Paraguay | 2024    |
| Primera División   | Libertad      | Paraguay | 2025-A  |

### Títulos internacionales
| Título                       | Equipo        | Sede  | Año     |
| ---------------------------- | ------------- | ----- | ------- |
| Liga de Campeones de la UEFA | Bayern Múnich | Milán | 2000-01 |
| Copa Intercontinental        | Bayern Múnich | Tokio | 2001    |

### Distinciones individuales
| Distinción                                                   | Año  |
| ------------------------------------------------------------ | ---- |
| Futbolista Paraguayo del Año                                 | 1999 |
| Mejor jugador del año del Blackburn Rovers                   | 2008 |
| «Player of the Match» (Jugador del partido) por Budweiser    | 2010 |
| Jugador del partido (Jamaica vs. Paraguay/Copa América 2015) | 2015 |
| APF Balón de Oro                                             | 2018 |
| Máximo goleador de la Copa Paraguay 2018.                    | 2018 |
| Máximo goleador del Torneo Apertura 2019                     | 2019 |
| Máximo goleador del Torneo Clausura 2019                     | 2019 |
| Premio Goleadores del 2020                                   | 2020 |

### Condecoraciones
| Condecoración                                                   | Año  |
| --------------------------------------------------------------- | ---- |
| Condecoración especial por la Presidencia de la República       | 2010 |
| Medalla Domingo Martínez de Irala por Municipalidad de Asunción | 2010 |

## En la cultura popular
Fue portada del videojuego Pro Evolution Soccer 6 (PES) en la versión de Alemania.
Santa Cruz fue elegido jugador más bello de la Copa Mundial Alemania 2006, superando a jugadores como Andriy Shevchenko, Cristiano Ronaldo y David Beckham.
Junto a Zlatan Ibrahimović, José Sand y Sebastián Abreu, son los únicos jugadores del mundo que han anotado goles durante cuatro décadas (1990, 2000, 2010 y 2020).
Cuenta con una canción dedicada por parte del grupo Sportfreunde Stiller, cuando éste jugaba en el Bayern de Múnich. El tema, titulado «Ich Roque!» es un juego de palabras entre su nombre y la expresión alemana Ich Rocke!, traducible al español como «yo molo». El propio futbolista llega a aparecer en el videoclip de la canción y dice la frase que da nombre al tema.
Cuenta con otra canción dedicada hecha en Paraguay, que fue elaborada por Luis Chaparro y César Da Costa en 2018. La canción lleva el nombre de "Cuando no Roque", haciendo referencia a su gran protagonismo en su carrera deportiva, la canción fue elaborada mientras vestía la camiseta del club más ganador de Paraguay, Olimpia, el club de sus amores.
En diciembre de 2009, Santa Cruz fue elegido por la marca deportiva Mizuno para exhibir sus productos en el ámbito internacional. El contrato establecido es por un período de dos años.
Santa Cruz fue invitado a jugar el partido internacional por la Paz organizado por el papa Francisco; ingresó en el segundo tiempo e hizo un gol.
Su hermano, Julio Santa Cruz, también es futbolista profesional.